# Изобразительное искусство Ленинграда
Изобразительное искусство Ленинграда — важная составная часть российского советского искусства XX века, по выражению В. А. Гусева и В. А. Леняшина, «один из самых мощных его потоков».
Устоявшееся понятие, включающее в себя особенности творческой жизни и достижения нескольких поколений ленинградских художников — живописцев, скульпторов, графиков, мастеров декоративно-прикладного искусства 1917—1990-х годов.

## 1917—1923 годы
Революция 1917 года изменила течение художественной жизни Петрограда. Они затронули Академию художеств, выставочную и творческую жизнь, деятельность художественных объединений, вопросы художественной практики и теории. В Академии художеств занятия студентов были прерваны на год и возобновились лишь осенью 1918 года. В апреле 1918 года декретом советского правительства Академия художеств как академическое собрание была упразднена, тем же декретом вместо Высшего художественного училища были образованы Государственные свободные художественно-учебные мастерские. Их организация была поручена отделу изобразительного искусств Наркомпроса, руководимого представителями «левых». На 15 лет Академия стала ареной острой борьбы по вопросам о путях перестройки художественного образования и развития советского искусства. 12 апреля 1918 года СНК принял и декрет «О памятниках республики», вошедший в историю как ленинский декрет «о монументальной пропаганде». Он предусматривал снятие памятников, «воздвигнутых в честь царей и их слуг, и выработку памятников Российской социалистической революции».

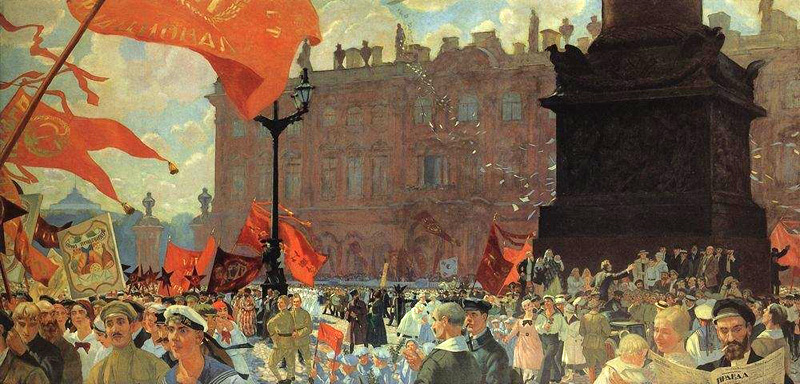
Б. Кустодиев
Праздник в честь 2-го конгресса Коминтерна на площади Урицкого. 1921. ГРМ

Несмотря на сложности, вызванные революциями и гражданской войной, в Петрограде продолжалась деятельность художественных объединений, представлявших все основные художественные направления и течения: «Мир искусства», Товарищества передвижников, общества имени Архипа Куинджи, «Общины художников», «Общества художников-индивидуалистов». В 1922 году возникает АХРР, её петроградский филиал возглавил художник Н. И. Дормидонтов. Участниками петроградских выставок 1917—1923 годов были художники Н. И. Альтман, М. И. Авилов, И. И. Бродский, Б. Д. Григорьев, И. Е. Репин, В. Е. Маковский, Н. Н. Дубовской, О. Э. Браз, Б. М. Кустодиев, С. Т. Конёнков, Г. К. Савицкий, Н. С. Самокиш, А. А. Рылов, С. Ю. Жуковский, В. А. Кузнецов, В. В. Кандинский, А. Н. Бенуа, В. Д. Баранов-Россинэ, П. Н. Филонов, К. С. Петров-Водкин, Н. К. Рерих, М. З. Шагал, К. С. Малевич, М. В. Добужинский, А. А. Киселёв, И. Я. Билибин, З. Е. Серебрякова, П. Д. Бучкин, Ю. П. Анненков, А. Н. Бенуа, Р. Р. Френц, А. Я. Головин и другие.
В числе наиболее значительных работ этого периода критика назовёт картины «Петроградская мадонна» (1918), «Автопортрет» (1918), «Селёдка» (1918), «Утренний натюрморт» (1918) и «Портрет А. Ахматовой» (1922) К. С. Петрова-Водкина, «В голубом просторе» (1918) А. А. Рылова, «Купчиха за чаем» (1918), «Портрет Ф. И. Шаляпина» (1921) и «Праздник в честь открытия II Конгресса Коминтерна на площади Урицкого 19 июня 1920 года» (1921) Б. М. Кустодиева, «Победа над вечностью» (1921) и «Живая голова» (1923) П. Н. Филонова, «Портрет М. Шерлинга» (1918) Ю. П. Анненкова, «Белое на белом» (1918) К. С. Малевича, «Портрет Н. Добычиной» (1920) А. Я. Головина. Эти произведения свидетельствуют о многовекторном развитии изобразительного искусства Петрограда, в котором разные тенденции, стили и направления были представлены яркими лидерами.
Среди художественных выставок выделялись «Первая государственная свободная выставка произведений искусства» (Зимний дворец, 1919 год, 300 участников), «Выставка картин художников Петрограда всех направлений. 1918–1923 гг.» (Академия художеств, 1923 год, 263 участника). Проводились выставки картин Общества имени А. Куинджи, Общины художников, передвижников, мирискуссников, традиционные осенние и весенние выставки. Площадками для них были залы Общества поощрения художеств, Академии художеств, Музея города в Аничковом дворце) и Эрмитажа. В 1920 году состоялись персональные выставки Петрова-Водкина и Добужинского.

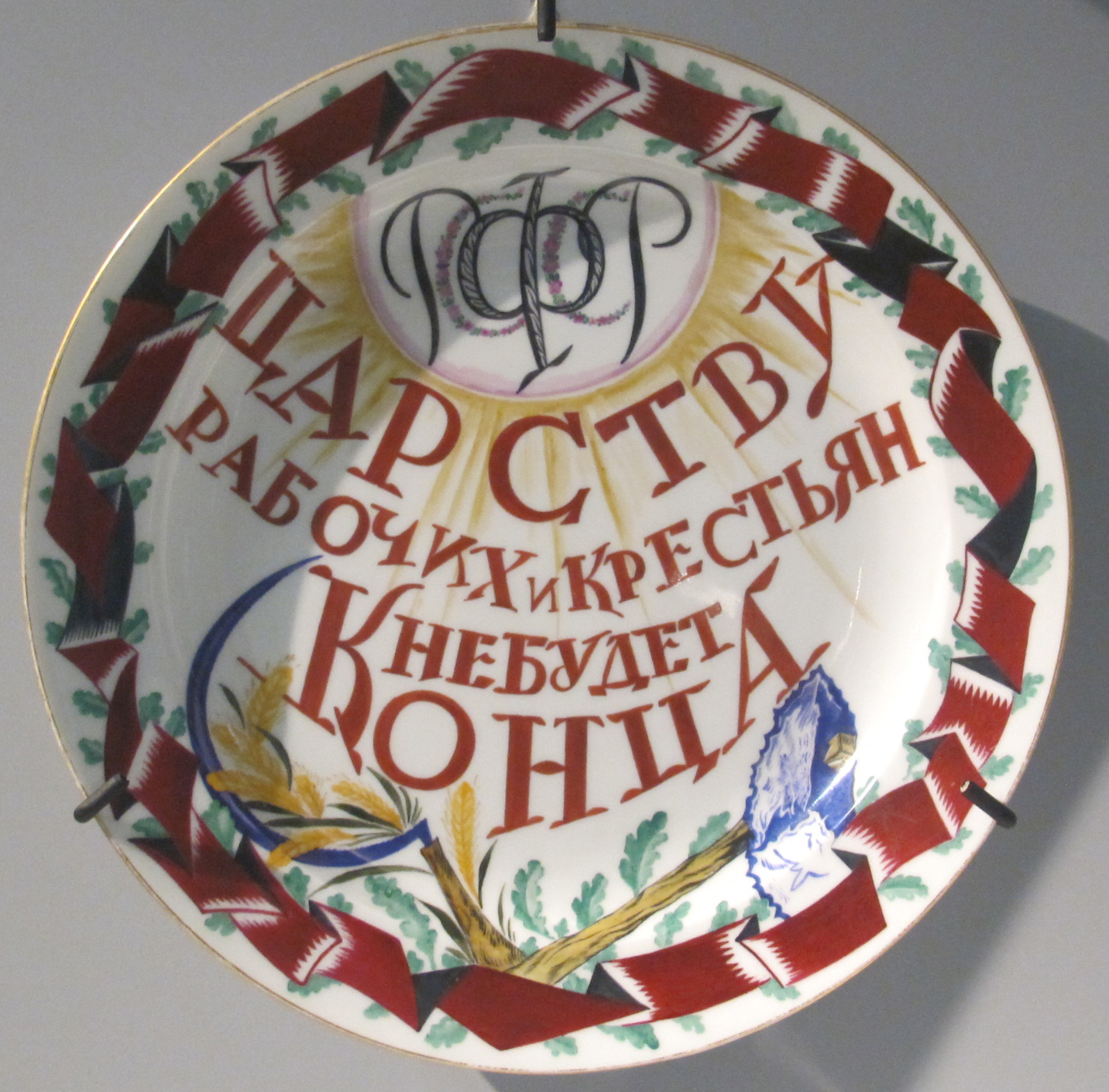
С. В. Чехонин
Царству рабочих и крестьян не будет конца. Тарелка. ГФЗ. 1920

В 1919 году в Петрограде был образован Музей художественной культуры (МХК). В 1923 году при нём возникает Институт художественной культуры (ИНХУК) во главе с К. С. Малевичем, приехавшим годом ранее из Витебска с группой своих учеников — «утвердителей нового искусства». В институте были созданы исследовательские отделы по изучению новейших течений в искусстве, к работе которых были привлечены И. Г. Чашник, Л. М. Хидекель, Л. А. Юдин, В. В. Стерлигов, К. И. Рождественский, В. М. Ермолаева, А. А. Лепорская, М. В. Матюшин, Б. В. Эндер, В. Е. Татлин, Н. М. Суетин, П. Н. Филонов, Н. Н. Пунин и ряд других художников «левого» направления.
В эти годы закладывались основы и традиции ленинградской графической школы. Культурная революция пробудила к активной жизни многомиллионного читателя, поставив перед графикой новые задачи. Художники Петрограда включились в создание иллюстраций для серии книг «Народная библиотека». Тогда же появились издания, ставшие вершиной искусства книги: «Медный всадник» Пушкина с иллюстрациями Ал. Бенуа и «Белые ночи» Достоевского с рисунками М. В. Добужинского. Особую актуальность и политическую остроту приобрело искусство плаката. Примером могут служить работы Н. Кочергина «Все на защиту Петрограда!» (1919), «Очередь за Врангелем!» (1920), плакаты «Окон РОСТА». Графические работы Н. И. Альтмана, И. И. Бродского, П. Д. Бучкина, выполненные с натуры, легли в основу «ленинианы» в советском изобразительном искусстве.
Новаторскими были работы по праздничному оформлению Петрограда. В них участвовали К. С. Петров-Водкин, Б. М. Кустодиев, И. И. Бродский, А. А. Рылов, Н. И. Альтман, скульпторы Л. В. Шервуд, С. Д. Лебедева, графики В. В. Лебедев, М. В. Добужинский, С. В. Чехонин, архитекторы Л. В. Руднев, И. А. Фомин и многие другие. В 1919 году В. Е. Татлин создаёт проект памятника Третьему Интернационалу, получивший название «Башня Татлина». Эти идеи и решения во многом определили особенности рождавшегося нового советского оформительского искусства, воплощавшего лозунг монументальной пропаганды.
В 1922 году в Петрограде на базе бывшей частной литейной мастерской было основано производство художественного литья, преобразованное впоследствии в ленинградский завод художественного литья «Монументскульптура», изготавливавший произведения монументального искусства в бронзе, граните, мраморе.
Всемирную известность произведениям декоративно-прикладного искусства Петрограда принёс агитационный фарфор Фарфорового завода. У Фарфорового завода оказались большие запасы не расписанных изделий, которые решено было использовать не просто как посуду, но в первую очередь как средство революционной агитации. Вдохновителем и «душой» художественной деятельности Фарфорового завода стал Сергей Чехонин, возглавивший в 1917 году живописное отделение завода. Уже первые его работы носили агитационный характер, в том числе крупнейшая из них — юбилейное блюдо, исполненное к 25 октября 1918 года (герб РСФСР в цветах). По рисункам Чехонина и лично им было расписано множество тарелок с лозунгами и монограммами РСФСР, блюда, чашки, сервизы, украшенные многоцветным узором и позолотой. Кроме чисто орнаментальных и аллегорических вещей, по рисункам Чехонина была исполнена серия графических портретов вождей мирового пролетариата, а также большое овальное блюдо с автографами виднейших участников Октябрьского переворота. В создании агитационного фарфора участвовали художники Михаил Адамович, Н. Альтман, Александра Щекотихина-Потоцкая, Наталья Данько, К. Петров-Водкин, Александр Самохвалов, Павел Кузнецов, М. Добужинский и другие.

## 1924—1930 годы

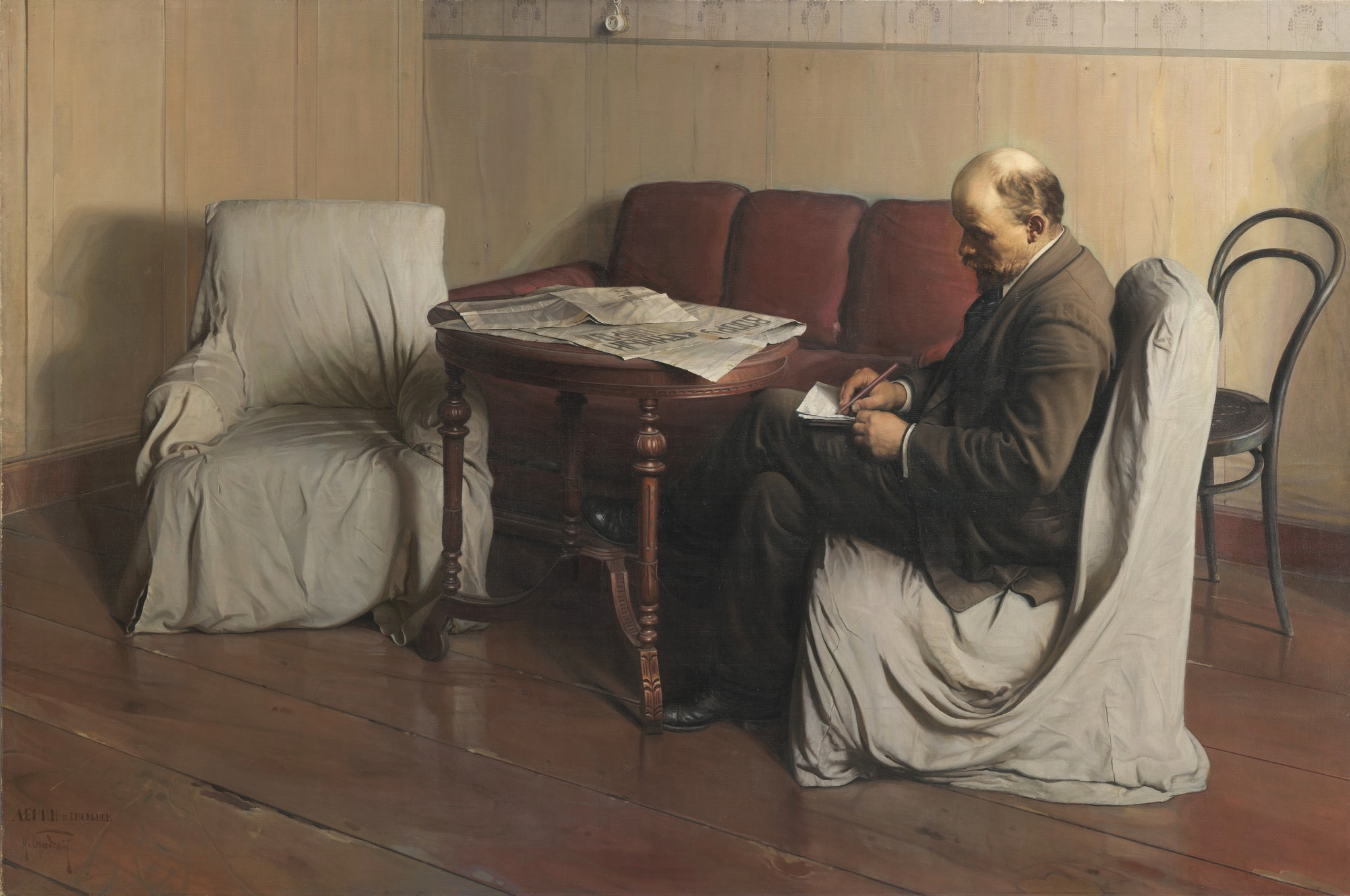
И. Бродский
Ленин в Смольном. 1930. ГТГ

21 января 1924 года умер В. И. Ленин, 26 января постановлением II съезда Советов СССР Петроград был переименован в Ленинград. Для изобразительного искусства Ленинграда эти события имели не только формальные последствия. Уже летом 1924 года в Академии художеств открылась выставка конкурсных проектов памятника В. И. Ленину. Первой премии был удостоен проект архитектора И. Г. Лангбарда, исполненный в революционно-романтическом стиле. 7 Ноября 1926 года в девятую годовщину Октябрьской революции на площади у Финляндского вокзала был открыт один из самых известных памятников Ленину («Ленин на броневике», скульптор С. А. Евсеев, архитекторы В. А. Щуко, В. Г. Гельфрейх). В 1925 году был открыт памятник В. М. Володарскому (авторы скульпторы М. Г. Манизер и Л. В. Блезе-Манизер, архитектор В. А. Витман) и памятник Г. В. Плеханову у Технологического института (скульптор И. Я. Гинцбург). В 1928 году напротив был установлен памятник Д. Менделееву скульптора М. Г. Манизера. В 1925 году в Таганроге был установлен памятник Ленину, выполненный ленинградским скульптором В. В. Козловым (с 1919 года председатель комитета скульпторов Петрограда, позднее профессор скульптурного факультета Академии художеств). В 1927 году в Ленинграде перед Смольным был открыт известный памятник Ленину его же работы. Эти произведения стали своего рода каноническими для последующих воплощений образа Ленина в советском искусстве.
1925 год был отмечен для ленинградского изобразительного искусства рядом важных событий. П. Н. Филонов организует свою группу «Мастеров аналитического искусства» из числа учащихся ленинградского ВХУТЕИНа, занимавшихся под его руководством и увлечённых его живописным методом. За годы существования в занятиях участвовали свыше 70 художников (Т. Н. Глебова, Б. И. Гурвич, С. Л. Закликовская, Е. А. Кибрик, П. М. Кондратьев, А. И. Порет, А. Т. Сашин, М. П. Цыбасов и др.). В 1927 и 1928 годах состоялись две выставки группы «Мастеров аналитического искусства» в Доме печати и Академии художеств.
Институт художественной культуры был преобразован в Государственный институт художественной культуры — ГИНХУК (был закрыт в следующем году). В этом же году бывшее училище технического рисования барона А. Л. Штиглица было присоединено к ленинградскому ВХУТЕИНу (Высший художественно-технический институт). Ректором ВХУТЕИНа стал Э. Э. Эссен, бывший выпускник архитектурного факультета, занимавший этот пост 4 года. В Академии возобновились выставки дипломных работ выпускников, среди её участников в 1925 году были В. В. Пакулин, А. Ф. Пахомов, И. Л. Лизак, Т. И. Купервассер, С. А. Чугунов и другие.
Весной 1926 года в Ленинграде возникает объединение «Круг художников», его членами стали известные в последующем мастера В. В. Пакулин (председатель), А. Ф. Пахомов, А. Н. Самохвалов, А. И. Порет, А. И. Русаков, Д. Е. Загоскин, В. И. Малагис, Н. Д. Емельянов, Б. Е. Каплянский, Л. Р. Британишский, Я. М. Шур, М. А. Федоричева, А. С. Ведерников, В. В. Купцов, Г. М. Неменова, М. Ф. Вербов, А. П. Почтенный, Н. С. Могилевский, П. А. Осолодков, Г. Н. Траугот, С. А. Чугунов и другие. Своей задачей «Круг художников» декларировал приверженность «стилю эпохи». При всей индивидуальности, творчеству «круговцев» были присущи черты и несомненной общности: это, в частности, интерес к типажности образов, к крестьянской теме, к усилению монументальности в станковой картине. «Круг» провёл в Ленинграде три выставки, наиболее значительной из которых считается вторая выставка 1928 года в Русском музее. На ней экспонировалось около 150 произведений, главным образом живописных. Выставка работала полтора месяца, вызвав большой интерес и благожелательные отзывы прессы, её посетил нарком просвещения А. Луначарский.
Среди других крупнейших ленинградских выставок середины — второй половины 1920-х годов были 8-я выставка АХРР «Жизнь и быт народов СССР» (1926, ГРМ), «Выставка новейших течений в искусстве» (1927, ГРМ, при участии В. В. Кандинского, Д. Д. Бурлюка, В. Е. Татлина, А. А. Осмёркина, Р. Р. Фалька, П. П. Кончаловского, М. Ф. Ларионова, Н. С. Гончаровой, М. З. Шагала и других), «Юбилейная выставка изобразительных искусств» (1927, Академия художеств), выставка «Современные ленинградские художественные группировки» (1928, ГРМ). Проводились выставки картин «Общества имени А. Куинджи», «Общины художников», «Общества художников — индивидуалистов», общества художников «4 Искусства». Ленинградские художники участвовали в ряде московских и зарубежных выставок, в том числе в «Выставке художественных произведений к десятилетнему юбилею Октябрьской революции» (1928, Москва), в «Выставке картин московских и ленинградских художников, организованной к 25-летию художественной и педагогической деятельности Д. Н. Кардовского» (1929, Москва), в выставке «Современное и прикладное искусство Советской России» (1929, Нью-Йорк, Филадельфия, Бостон, Детройт).

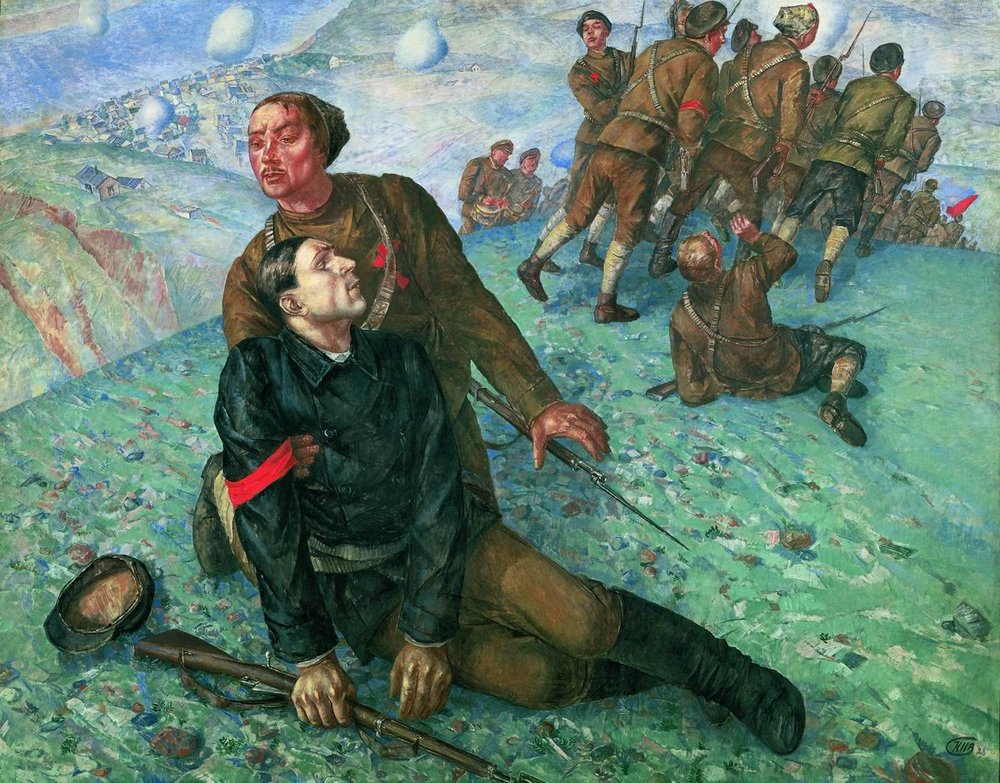
К. С. Петров-Водкин
Смерть комиссара. 1928. ГРМ

Среди произведений этого периода критика будет отмечать картины «Смерть комиссара» (1928) и «Землетрясение в Крыму» (1928) К. С. Петрова-Водкина, «Формула весны» (1929), «Нарвские ворота» (1929) и «Звери в городе (Животные)» (1925—1926) П. Н. Филонова, «Русская Венера» (1925—1926) Б. М. Кустодиева, «Портрет поэта М. Кузмина» (1925) Н. Э. Радлова, «В. И. Ленин на фоне Кремля» (1924), «М. В. Фрунзе на манёврах» (1929), «Ленин в Смольном» (1930) и «Выступление В. Ленина на митинге рабочих Путиловского завода в мае 1917 года» (1929) И. И. Бродского, скульптурную группу «Октябрь» (1927) А. Т. Матвеева, «Лесная река» (1929) А. А. Рылова, «Заседание сельской ячейки» (1925) Е. М. Чепцова, «Ткацкий цех» (1930) А. Н. Самохвалова, портреты работниц А. Н. Самохвалова и А. Ф. Пахомова и другие.
Декоративно-прикладное искусство Ленинграда 1920-х годов было представлено эмблематическими тканями фабрики имени В. Слуцкой, опытами Декоративного института при ГИНХУКе, и конечно агитационным фарфором ГФЗ. В 1925 году на всемирной художественно-промышленной выставке в Париже зрители увидели 1000 его экспонатов, он принёс художникам Ленинграда первое золото наград и признание зарубежных специалистов. В этих произведениях средствами изысканной росписи утверждалось новое содержание искусства. Оно было так значительно, что полностью заслоняло утилитарность посудных форм. Содержанием этого невиданного искусства стали революционные символы, советские эмблемы, темы труда и быта, лирические фантазии, образы, навеянные русской поэзией и фольклором, растительные мотивы и цветы как символ молодого весеннего цветения природы и обновления жизни. Художники подходили к решению этих тем вооружённые большим профессиональным умением, эрудицией и вкусом. По мнению Н. В. Тарановской, это искусство с формальной стороны представляло «удивительный сплав черт русского классицизма, романтических, мирискуснических и народных традиций, агитационно-массового, оформительского искусства, супрематизма и дизайна».
Общепризнанным достижением ленинградской графики 1920-х годов является создание детской книги как произведения искусства. Её рождение связано с творчеством группы художников во главе с В. В. Лебедевым, сформировавшейся вокруг ленинградской редакции детского отдела Госиздата, организованной в конце 1924 года. В. В. Лебедев возглавил его художественную редакцию. К оформлению книг для детей были привлечены художники Н. А. Тырса, Н. Ф. Лапшин, В. М. Ермолаева, Е. И. Чарушин, Ю. А. Васнецов, Д. Н. Кардовский, В. И. Курдов, Е. Эвенбах, В. Власов, Ю. П. Анненков, А. Н. Самохвалов, А. Ф. Пахомов, В. М. Конашевич, К. И. Рудаков, С. В. Чехонин, Д. И. Митрохин и другие. По мнению В. С. Матафонова, родившаяся в середине 1920-х годов советская детская книга стала выдающимся явлением культуры XX века. Роль в этом В. В. Лебедева и ленинградских графиков его круга была огромна. Принципиально новой стала их ориентация на изображение окружающей жизни, труда и быта современников. Вместо мирискуснического принципа украшения книги, рафинированности и стилизации в основу была положена конструктивная организация графического начала и текста как единого книжного организма.
По заказу Госзнака в эти годы ленинградскими графиками выполнялись портреты деятелей коммунистического и рабочего движения для воспроизведения массовыми тиражами. В 1924 году А. Р. Эберлинг выиграл конкурс, объявленный Гознаком на лучший портрет Ленина, после чего исполнил рисунок для денежных знаков, который позднее был воспроизведён на купюрах образца 1937 года. В послевоенные годы рисунок Эберлинга использовался в качестве водяного знака на советских купюрах выпуска 1947 и 1957 годов.
В конце 1920-х тенденция к организационному объединению творческих сил Ленинграда воплотилась в создании общества «Цех художников», возникшего в 1930 году в результате слияния четырёх объединений: «Общества имени А. Куинджи», «Общины художников», «Общества художников — индивидуалистов» и «Общества живописцев». Их работы были показаны а Академии художеств на «Первой общегородской выставке изобразительных искусств» с участием К. С. Петрова-Водкина, М. И. Авилова, И. И. Бродского, М. П. Бобышова, А. Т. Матвеева, А. Ф. Пахомова, А. С. Ведерникова, Р. Р. Френца, А. А. Рылова и других.
Большой утратой для ленинградских художников стала кончина в 1930 году И. Е. Репина, с именем которого неразрывно связана Академия художеств и изобразительное искусство Петербурга—Петрограда—Ленинграда. Это событие совпало с предпринятой в 1930 году очередной реорганизацией академического института, в результате которой ленинградский ВХУТЕИН был преобразован в Институт пролетарского изобразительного искусства (ИНПИИ). Московский ВХУТЕИН был объединён с ленинградским институтом и как самостоятельное учебное заведение был закрыт. Новым ректором института был назначен Ф. А. Маслов, бывший работник Главпрофобра, чьё имя вскоре стало нарицательным — с «масловщиной» связан не только период очередного реформирования института, но и фактического разгрома его музея и ликвидация отделения станковой живописи и архитектурного факультета. Началась «абсолютизация производственной ориентации» искусства и школы, «пересадка художественного вуза на базу индустриализации». Сторонник немедленной «пролетаризации» искусства, Ф. А. Маслов объяснял ликвидацию отделения станковой живописи тем, что якобы «станковая картина перестала быть прогрессивной формой изобразительного искусства».
Перед студентами-живописцами и скульпторами ставилась задача овладения несложными техническими приемами, которые позволяли бы им в дальнейшем выполнять стандартные работы на производственные темы. В учебном плане института 1931/1932 года значились четыре отделения: художественно-строительное (монументальное), массово-бытовое, массово-декоративно-зрелищное и педагогическое. Не было и речи об изучении законов композиции, перспективы, об овладении секретами техники рисунка и живописи. Приказом Маслова от 14 мая 1930 г. музей Академии художеств был полностью ликвидирован. Его коллекции попадают в Русский музей и Эрмитаж, а также в музеи Харькова, Львова, Краснодара, Хабаровска, Одессы, Днепропетровска, Новгорода, Феодосии.

## 1930-е годы
Очередная реформа Академии художеств совпала с обострившейся в начале 1930-х годов полемикой в художественной среде, где одновременно существовали десятки конкурирующих между собой объединений и групп художников. Многие из них, несмотря на громкие декларации, не имели внятной платформы и создавались с единственной целью обеспечить средства к существованию своим учредителям. Другие, как Ассоциации Художников Революционной России (АХРР—АХР) с её почти сорока филиалами, напротив, претендовали на идейное руководство всем художественным движением.

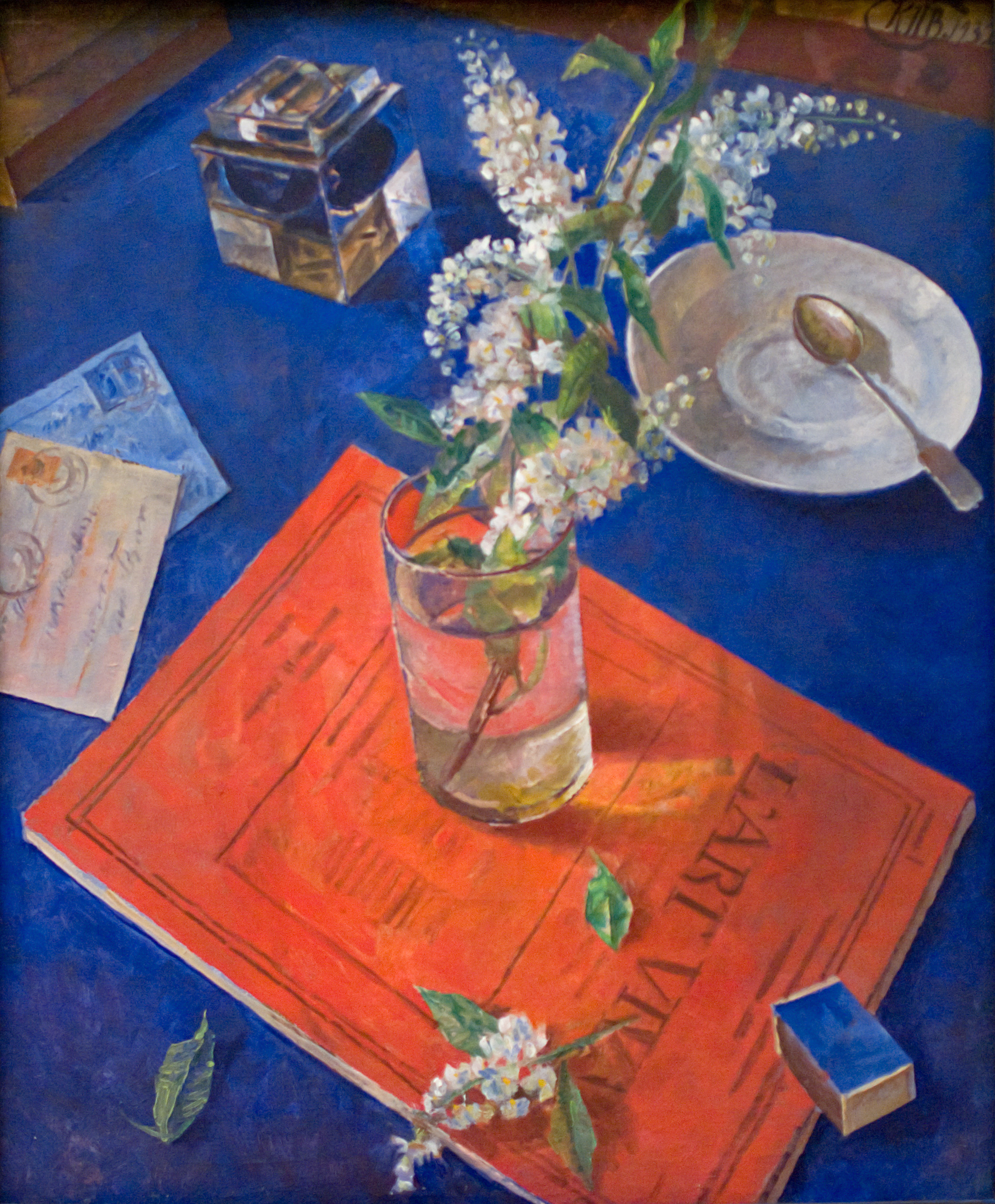
К. Петров-Водкин
Черёмуха в стакане. 1932. ГРМ

В конце 1920-х годов в результате очищения АХРР от «буржуазных» элементов из неё были исключены художники И. И. Бродский, М. И. Авилов, Г. Н. Горелов. Позднее её покинули А. Е. Архипов, Р. Р. Френц, П. Д. Бучкин, Д. Н. Кардовский, Н. И. Дормидонтов и другие крупнейшие живописцы. «Дело Бродского», которым занималась специальная комиссия Наркомпроса, привлекло широкое внимание. Оно вскрыло картину интриг и ожесточенной групповой борьбы, выражавших ненормальную обстановку, сложившуюся в искусстве.
Другим событием, вызвавшим общественный резонанс, стала скандально известная выставка 1931 года в Русском музее, на которой были устроены так называемые «черные стены». На них демонстрировались картины, которые организаторами выставки характеризовались как вредительские. Под каждым произведением давалась специальная аннотация, раскрывающая его «буржуазную сущность». В ответ в стенах Академии художеств и среди художественной общественности Ленинграда складывалась оппозиция этой разрушительной для искусства политике, отсюда исходила и решительная критика «масловщины».
Весной 1932 года ЦК ВКП (б) принял постановление «О перестройке литературно-художественных организаций», им предусматривался роспуск существовавших литературных и художественных организаций и групп и образование единых творческих союзов. 2 Августа 1932 года на общем собрании ленинградских художников — членов различных обществ был образован единый Ленинградский Областной Союз советских художников (ЛОССХ). Его председателем был избран К. С. Петров-Водкин. Вскоре распоряжением Ленсовета ЛОССХу было передано историческое здание бывшего Общества поощрения художеств (ул. Большая Морская, дом 38). Город взял на себя все расходы по выселению арендаторов и ремонту здания. ЛОССХ стал творческим и профессиональным союзом, объединявшим на протяжении 60 лет ленинградских художников всех специальностей — живописцев, скульпторов, графиков, монументалистов, мастеров декоративно-прикладного искусства, художников кино и театра, а также искусствоведов. Союз организовывал творческую, профессиональную, выставочную деятельность, решал вопросы социального, бытового, материального положения художников. ЛОССХ пополнял свои ряды за счет приема членов распущенных художественных объединений и групп, а в дальнейшем за счет выпускников ЛИЖСА и других учебных заведений города.
Первая общегородская выставка ленинградских художников после образования ЛОССХ состоялась в 1935 году. Экспозиция включала работы 146 живописцев, 59 скульпторов, 66 графиков и 17 фарфористов. По разделу живописи участниками выставки были П. Д. Бучкин, Р. Р. Френц, А. Н. Самохвалов, И. И. Бродский, К. С. Петров-Водкин, А. А. Рылов, К. С. Малевич, Н. И. Дормидонтов, М. И. Авилов, Н. А. Тырса, Е. А. Кибрик, А. Ф. Пахомов, Е. М. Чепцов, Г. С. Верейский и многие другие. Все эти мастера, по мнению В. Ушаковой, опирались в своём творчестве, прежде всего, «на лучшие традиции русской реалистической школы, которую впоследствии стали называть ленинградской».

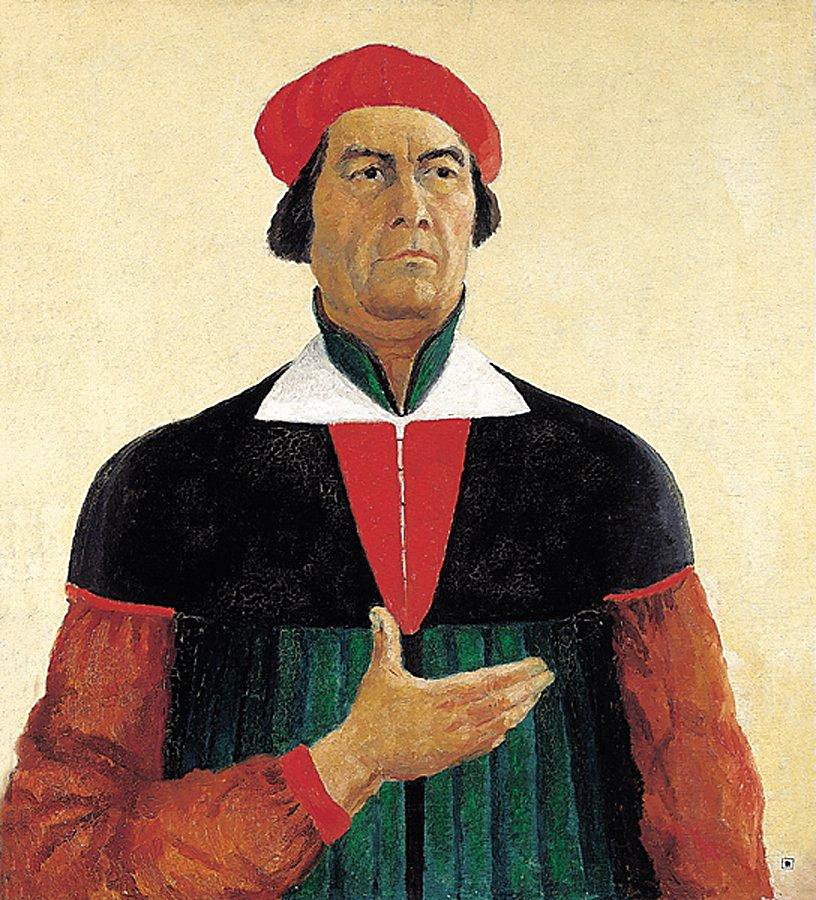
К. Малевич
Автопортрет. 1933. ГРМ

Крупными выставками стали «Советское изобразительное искусство реконструктивного периода» (1932, ГРМ), «Художники РСФСР за 15 лет» (1932, ГРМ), «15 лет РККА» (1933, ГРМ), «Женщина с социалистическом строительстве» (1934, ГРМ), «Ленинград в изображениях современных художников» (1934, Музей города), «Выставка картин ленинградских художников» (1935, Москва, Всекохудожник), «Юбилейная историческая выставка, посвящённая 175-летию образования Российской Академии художеств» (1939, Академия художеств). Регулярно проводились выставки в ЛССХ (с 1937 года — Ленинградский Союз советских художников), выставки дипломных работ выпускников ЛИЖСА. Среди персональных выставок выделялись ретроспективные выставки И. И. Бродского (1934, Москва, Ленинград), А. А. Рылова (1934, Академия художеств), К. С. Петрова-Водкина (1936, Москва, Ленинград), А. П. Остроумовой-Лебедевой (1940, ГРМ), персональные выставки в ЛССХ В. М. Конашевича, Д. И. Митрохина, М. И. Авилова, А. С. Ведерникова, Н. И. Альтман, П. И. Басманова, А. Я. Головина, Е. С. Кругликовой, В. Д. Замирайло, И. Г. Дроздова, Л. Ф. Овсянникова и другие.
В октябре 1932 года ВЦИК и СНК приняли постановление «О создании Академии художеств». Ленинградский Институт пролетарского изобразительного искусства был преобразован в Институт живописи, скульптуры и архитектуры (ЛИЖСА), была подведена черта под 15-летним периодом непрерывных преобразований учебного заведения. Однако потребовалось ещё несколько лет, чтобы собрать разрозненные педагогические силы и по-новому выстроить художественное образование. Этот процесс начали новый директор Академии скульптор А. Т. Матвеев и его заместитель по учебной работе профессор живописи А. И. Савинов. Они пригласили на преподавательскую работу профессоров Д. Н. Кардовского, А. А. Осмеркина, С. Л. Абугова, Е. Е. Лансере, П. А. Шиллинговского, И. И. Бродского, Н. Э. Радлова, много сделавших для возрождения роли Академии в подготовке художественных кадров.
В 1934 году директором института и Всероссийской Академии художеств (ВАХ) был назначен И. И. Бродский, ученик И. Е. Репина. К работе в институте Бродский привлекает крупнейших художников и педагогов К. Ф. Юона, П. С. Наумова, Б. В. Иогансона, А. И. Любимова, Р. Р. Френца, Н. Ф. Петрова, В. А. Синайского, В. И. Шухаева, Д. И. Киплика, Н. Н. Пунина, В. Н. Мешкова, М. Д. Бернштейна, Е. М. Чепцова, И. Я. Билибина, М. Г. Манизера, П. Д. Бучкина, А. П. Остроумову-Лебедеву, А. Е. Карева, Л. Ф. Овсянникова, С. В. Приселкова, И. П. Степашкина, К. И. Рудакова и других. В основу подготовки будущих живописцев было положено овладение рисунком, композицией, живописью, а также историей искусства. Была восстановлена система творческих индивидуальных мастерских, в которых студенты продолжали обучение после второго курса. На живописном факультете мастерскими руководили И. И. Бродский, Б. В. Иогансон, В. Н. Яковлев, Д. Н. Кардовский, А. А. Осмеркин, А. И. Савинов, Р. Р. Френц, П. А. Шиллинговский, М. П. Бобышов.

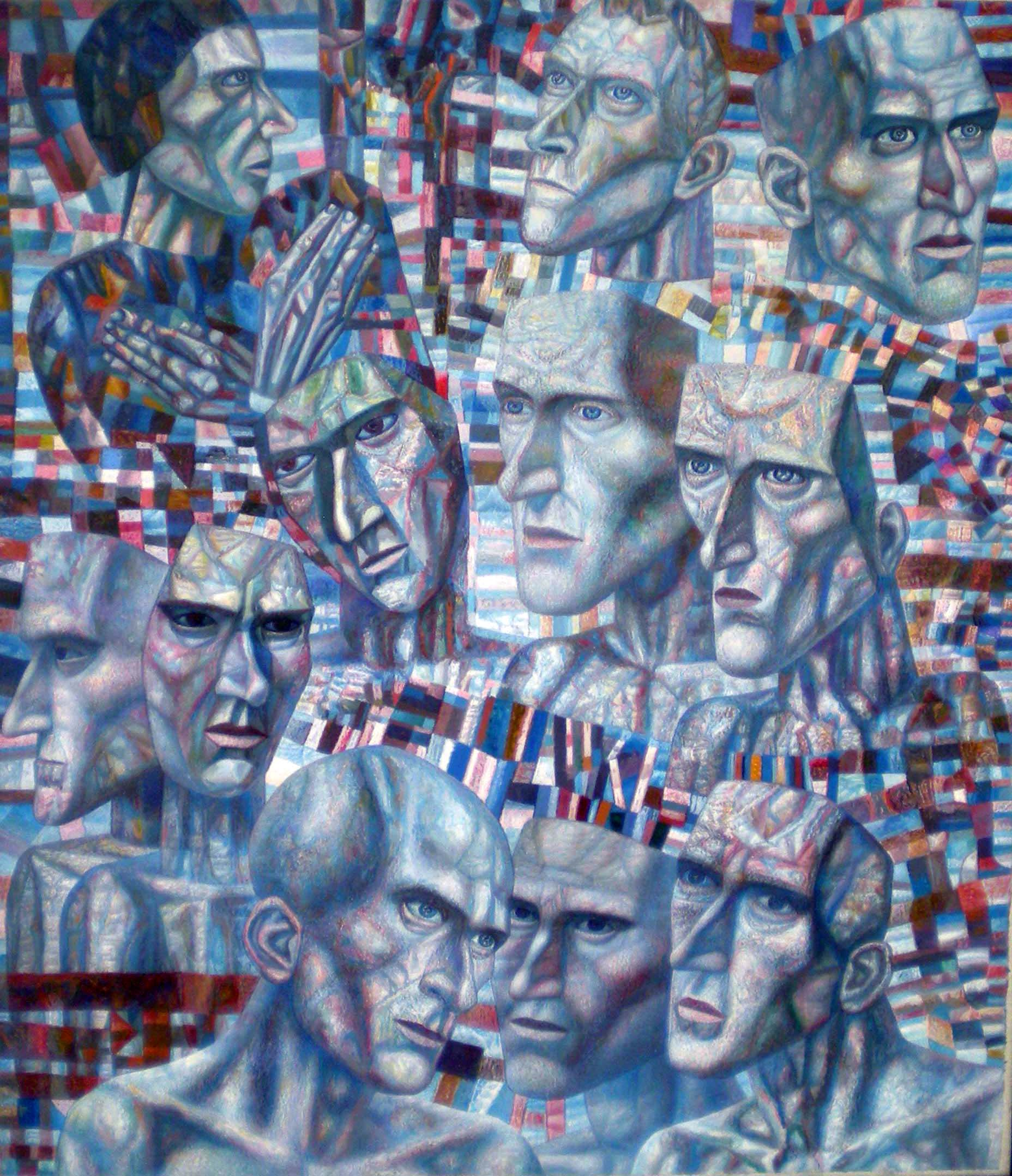
П. Н. Филонов
Ударники. 1935

В статье «Академия художеств 1920-е начало 1930-х», опубликованной в журнале «Третьяковская галерея», член-корреспондент РАХ В. Т. Богдан пишет: «В 1934 году созданную в Ленинграде Всероссийскую академию художеств возглавил мастер живописи И. И. Бродский, ученик И. Е. Репина, воспитанник Императорской Академии художеств. Началось активное формирование ленинградской школы живописи. В ее состав вошли известные художники Ю. М. Непринцев, В. М. Орешников, А. Н. Самохвалов, Е. Е. Моисеенко, А. А. Мыльников, А. И. Лактионов, З. П. Аршакуни, Г. П. Егошин и многие другие».
В конце 1930-х первыми выпускниками обновленной Академии стали художники Ю. М. Непринцев, П. П. Белоусов, Н. Е. Тимков, А. А. Грицай, М. П. Железнов, А. И. Лактионов, П. К. Васильев, А. Н. Яр-Кравченко, М. Г. Козелл (мастерская И. И. Бродского), Д. К. Мочальский, А. А. Деблер, Л. А. Рончевская, М. А. Асламазян, И. Д. Калашников, Н. И. Андриако (мастерская А. И. Савинова), Г. А. Савинов, Е. П. Скуинь, З. Б. Зальцман, Т. И. Ксенофонтов, О. Б. Богаевская, Е. В. Байкова (мастерская А. А. Осмеркина). Многие из них стали не только известными живописцами, но и педагогами, воспитав не одно поколение молодых художников.
Одним из следствий консолидации творческих сил и реформы Академии стало усиление роли станковой и монументальной живописи и, в особенности, тематической картины среди прочих видов и жанров ленинградского искусства. Эти работы прочно заняли центральное место на выставках. Среди произведений, созданных ленинградскими художниками в 1930-е годы, критика выделяет картины «Девушка в футболке» (1932), «Метростроевка» (1937), «Военизированный комсомол» (1933), «С. М. Киров принимает парад физкультурников» (1935), «Делегатки» (1939) А. Н. Самохвалова, «Черёмуха в стакане» (1932), «Тревога» (1934) К. С. Петрова-Водкина, «Портрет художницы Т. Шишмарёвой» (1934) В. В. Лебедева, «В зелёных берегах» (1938) А. А. Рылова, «Обнажённая» (1937) Н. А. Тырсы, «Портрет М. Горького» (1937) И. И. Бродского, «Автопортрет» (1933) К. С. Малевича, «Красноармейцы выпускают стенную газету» (1938) А. И. Лактионова, «Ударники» (1935) П. Н. Филонова, городские пейзажи В. А. Гринберга, Н. Ф. Лапшина, А. С. Ведерникова и многие другие.
Наиболее известными работами ленинградских скульпторов стали памятник С. М. Кирову в Ленинграде (1938) Н. В. Томского, памятники В. И. Ленину в Петрозаводске (1933), Минске (1933) и Ульяновске (1940) М. Г. Манизера, скульптурная композиция «Ленин в разливе» (1935) В. Б. Пинчука, памятники В. Чапаеву в Самаре (1932), Т. Г. Шевченко в Харькове (1935) и Киеве (1938) М. Г. Манизера, его же памятник жертвам 9 января 1905 года в Ленинграде (1931) и другие.
В середине 1930-х в Ленинграде формируется уникальная система детского начального и среднего художественного образования. В 1934 году при Академии художеств организуется Школа юных дарований, преобразованная вскоре в Среднюю Художественную школу (СХШ) при Всероссийской Академии художеств. При ней был открыт интернат. Воспитанниками СХШ в предвоенные годы стали известные в будущем ленинградские художники и скульпторы А. И. Еремин, В. Ф. Загонек, М. К. Аникушин, Н. Н. Кочуков, И. А. Венкова, Е. П. Антипова, А. П. Левитин, Ю. Н. Тулин, Д. П. Бучкин, В. Ф. Чекалов, М. А. Козловская, Е. М. Костенко, А. Б. Грушко, О. Л. Ломакин, В. А. Любимова и многие другие. Детские художественные школы и студии возникают при городском Дворце пионеров и в большинстве районов города. Помимо рисунка в них преподавались основы живописи, композиции и истории искусств. Занятия с детьми вели профессиональные художники, в том числе выпускники Академии.
В 1930-е годы развитие изобразительного искусства и художественного образования сопровождалось спорами и дискуссиями о путях и методах воспитания молодых художников, о жанрах, об отношении к тенденциям в европейском искусстве, о методе социалистического реализма. Эти дискуссии, в которые вовлекались и молодые художники, способствовали выявлению творческих индивидуальностей и были важным фактором становления ленинградского искусства.
Успехи ленинградских художников в книжной и станковой графике были связаны с работами Г. С. Верейского, Н. Э. Радлова, П. И. Басманова, В. М. Конашевича, Н. А. Тырсы, А. Н. Самохвалова, Е. А. Кибрика, А. Ф. Пахомова, В. В. Лебедева, А. П. Остроумовой-Лебедевой, П. А. Шиллинговского, Ю. А. Васнецова, Е. И. Чарушина, К. И. Рудакова, Г. Д. Епифанова, С. М. Мочалова, Н. Л. Бриммера, И. Я. Билибина и других мастеров. Иллюстрации А. Н. Самохвалова к «Истории одного города» М. Салтыкова-Щедрина были отмечены Гран-при парижской выставки 1937 года. Там же золотой медали были удостоены иллюстрации В. М. Конашевича к повести Прево «Манон Леско». В ряду достижений советской графики тех лет стоят иллюстрации К. И. Рудакова к роману Г. Мопассана «Милый друг», Е. А. Кибрика к «Кола Брюньону» Р. Роллана и «Легенде о Тиле Уленшпигиле» Ш. де Костера.
В 1939 году в ЛССХ был создан коллектив художников «Боевой карандаш», его первыми членами стали графики И. С. Астапов, О. Г. Верейский, В. И. Курдов, В. А. Гальба, Н. Е. Муратов, Б. Ф. Семёнов, В. А. Тамби. Был издан первый коллективный плакат на тему советско-финской войны: «Новогодняя ёлка для белофинского волка».
Предвоенные ленинградские выставки 1940—1941 годов, по мнению А. Г. Раскина, опровергают утверждения о том, что творчество ленинградских художников было полностью подчинено политическому заказу и подмято идеологическим прессом. Во многих произведениях пейзажной, портретной, этюдной живописи ставились и успешно решались чисто художественные задачи.

## Война и блокада
В годы Великой Отечественной войны изобразительное искусство Ленинграда в прямом смысле слова «находилось на переднем крае борьбы с врагом». В первые же дни войны художники включились в подготовку к эвакуации свыше миллиона экспонатов из коллекций Эрмитажа и ГРМ. Первый эшелоном с ними ушёл на Восток 1 июля 1941 года. Ещё большее количество музейных ценностей было перемещено во временные хранилища. Огромная работа была проделана по укрытию и маскировке памятников скульптуры, военных, гражданских и промышленных объектов. Начался выпуск плакатов, боевых листков, художники участвовали в возведении оборонительных сооружений, дежурили в отрядах МПВО. Возобновился выпуск «Боевой карандаша». Уже 24 июня на улицах Ленинграда появился плакат В. А. Серова «Били, бьём и будем бить!», а в витрине Елисеевского магазина на Невском проспекте был выставлен первый выпуск «Окон ТАСС». Всего за годы войны силами «Боевой карандаша» было выпущено 103 плаката тиражами от 3 до 15 тысяч экземпляров, исполненных в традициях лубка, политически острых и доходчивых.

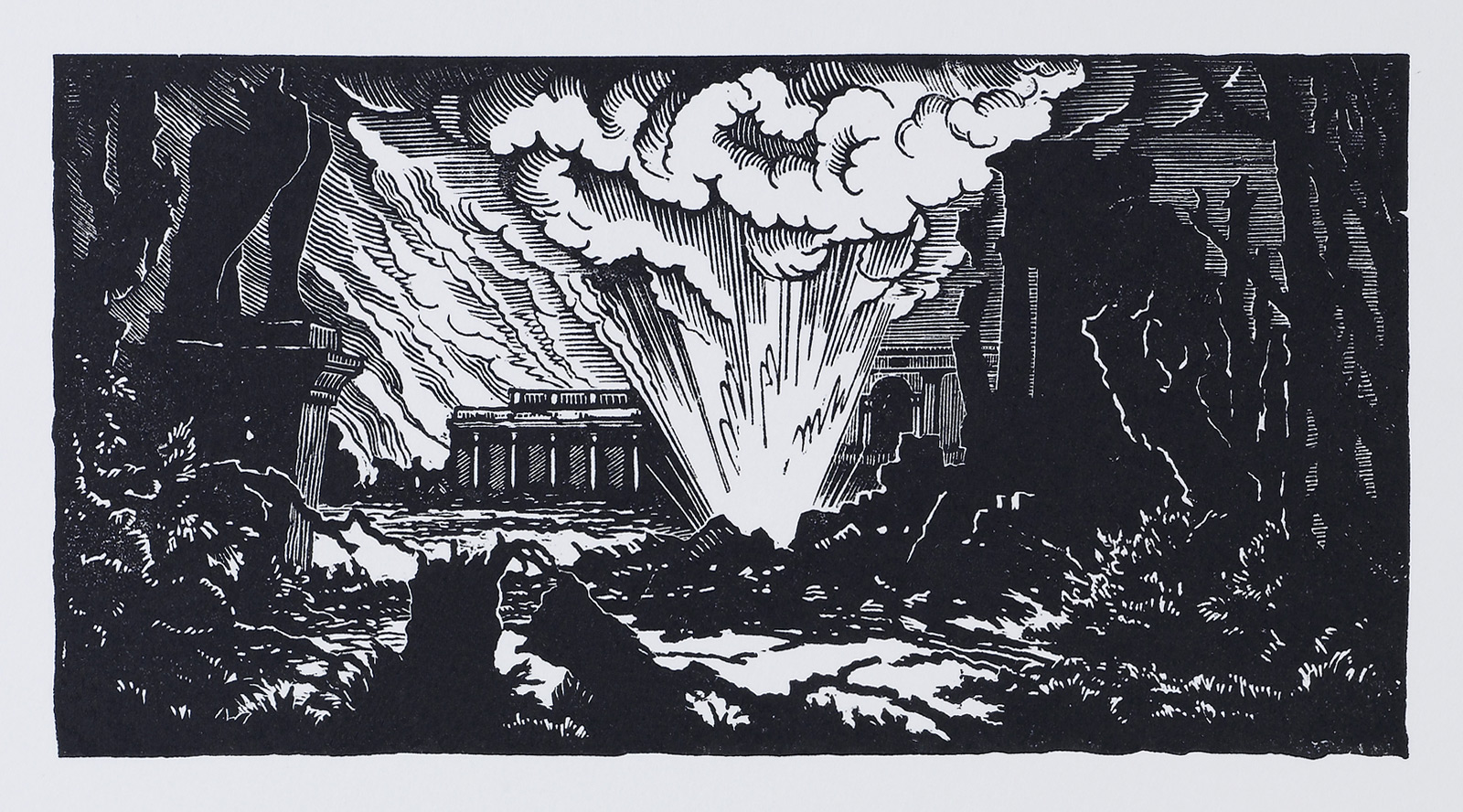
П. А. Шиллинговский. Осаждённый город. 1941. РГБ

В самые тяжёлые месяцы блокады часть художников для сохранения жизни была переведена на казарменное положение в Академию и в помещение Союза на Герцена, 38. В декабре 1941 года в Академии прошла защита 38 дипломных работ студентами, некоторые для этого на время были отозваны с фронта. В феврале 1942 сотрудники и учащиеся Академии и СХШ были эвакуированы в Самарканд, где учебный процесс продолжился. Из эвакуации институт вернулся 18 июля 1944 года, а 14 июля постановлением СНК СССР ему было присвоено имя И. Е. Репина.
За годы войны погиб почти каждый третий член ЛОССХ. В точных оценках потерь авторы расходятся. Так, О. Ройтенберг пишет о пятистах пятидесяти жизней, унесённых войной и блокадой, признавая, что эта скорбная цифра далеко не окончательная. В числе погибших были А. И. Савинов, П. Н. Филонов, П. А. Шиллинговский, И. Я. Билибин, Н. Ф. Лапшин, В. А. Гринберг, Н. А. Тырса, А. Е. Карев. Ещё более опустошительными были потери среди молодых художников и учащихся. Но происходило и пополнение Союза, его членами стали молодые художники Н. Е. Тимков, С. И. Осипов, Е. В. Байкова, Г. А. Савинов, Н. И. Пильщиков и другие известные в будущем ленинградские живописцы и графики.
Символично, что медали номер один «За оборону Ленинграда» в октябре 1943 года был удостоен студент Академии художеств Николай Пильщиков (1914—1983), встретивший войну военным лётчиком. Наравне с другими он совершал боевые вылеты. С первых недель войны его талантливые портретные зарисовки защитников ленинградского неба стали широко известны в Ленинграде. Позже появились открытки с его работ, а в начале 1942 года издательство «Искусство» выпустило альбом автолитографий Н. И. Пильщикова с портретами прославленных асов ленинградского неба. Его вручали вместе с удостоверениями Героя Советского Союза воинам Ленинградского фронта. Созданная художником галерея образов героев имеет большую историческую и художественную ценность. Среди них первый из удостоенных звания Героя Советского Союза в Великой Отечественной войне лётчик П. Т. Харитонов, Т. М. Фрунзе, знаменитая В. С. Гризодубова, дважды Герой Советского Союза П. Покрышев, защитник «дороги жизни» А. Севастьянов. В 1942 году по рекомендации Г. С. Верейского и А. П. Остроумовой-Лебедевой Пильщикова приняли в члены ЛССХ.
В годы войны и блокады в Ленинграде не прерывалась выставочная жизнь. Выставки укрепляли дух жителей и защитников осаждённого города, вселяли уверенность в победе над врагом. 2 января 1942 года в «самую страшную блокадную зиму, когда здание промёрзло до основания и стены его были покрыты инеем», в ЛССХ открылась «Первая выставка работ ленинградских художников в дни Великой Отечественной войны», показанная затем в Москве в ГМИИ им. А. С. Пушкина. Экспонировались произведения 84 художников, в том числе И. Я. Билибина, В. А. Гринберга, В. В. Исаевой, А. А. Казанцева, Я. С. Николаева, В. В. Пакулина, В. Б. Пинчука, В. Н. Прошкина, В. В. Раевской-Рутковской, Н. Х. Рутковского, И. А. Серебряного, В. А. Серова, Н. А. Тырсы и других, ставшие историческими свидетельствами эпохи и несгибаемой воли ленинградцев.
Позднее состоялись три выставки работ художников ленинградского фронта (1943—1945, Дом Красной Армии имени С. М. Кирова, Академия художеств), выставки «В боях за Ленинград» (1942, Дом Красной Армии), «25 лет Красной Армии» (1943, Дом Красной Армии), весенняя выставка (1943, ЛССХ), «Выставка пяти» (1944, ГРМ), выставка этюдов (1945, ЛССХ), персональные выставки С. Невельштейна, Л. Овсянникова, В. Конашевича, П. Луганского и другие. Самая большая за годы войны выставка «Героическая оборона Ленинграда» открылась 30 апреля 1944 года в Соляном переулке, она положила начало легендарному Музею обороны Ленинграда. А в феврале 1945 года там же на базе бывшего училища технического рисования барона А. Л. Штиглица открылось ленинградское художественно-промышленное училище, преобразованное вскоре в Высшее художественно-промышленное училище им. В. И. Мухиной. Училище развернуло подготовку художников-реставраторов для восстановления разрушенных войной дворцово-парковых ансамблей Ленинграда и его пригородов.
Среди произведений, созданных ленинградскими художниками в годы войны, критика отмечает картины «Автопортрет» (1942), «На Большую землю» (1945) Я. С. Николаева, «Партизанский отряд. Лесгафтовцы» (1942) И. А. Серебряного, «Срочный заказ для фронта» (1942) Н. И. Дормидонтова, «Поединок на Куликовом поле» (1943) М. И. Авилова, «Прорыв блокады Ленинграда 18 января 1943 года» (1943) А. А. Казанцева, И. А. Серебряного, В. А. Серова, серию пейзажей «Ленинград в блокаде» (1942—1944) Н. Е. Тимкова, графические серии А. Ф. Пахомова, С. Б. Юдовина и другие.
Великая Отечественная война оказала огромное влияние на советское общество и его изобразительное искусство, предопределив многие важные особенности его развития на десятилетия. От войны осталось и такое явление, как особое отношение к Ленинграду и ленинградцам. От ленинградских художников всегда и во всём ждали чего-то особо значительного, глубокого, какой-то особенно честной гражданской позиции, на которые можно ровняться. Исключительность военной и человеческой драмы, пережитой Ленинградом, сказалась и на творчестве ленинградских художников, которым предстояло вписать в послевоенную историю изобразительного искусства особую страницу.

## 1946—1960 годы
Состав ЛССХ и участников послевоенных ленинградских выставок существенно обновился за счёт выпускников ЛИЖСА предвоенных лет, а также тех, кто лишь теперь смог завершить учёбу, прерванную войной. Среди них были М. К. Аникушин, Н. И. Андрецов, Т. К. Афонина, Е. В. Байкова, К. С. Белокуров, П. П. Белоусов, О. Б. Богаевская, А. И. Васильев, Н. Л. Веселова, И. П. Весёлкин, Р. И. Вовкушевский, И. И. Годлевский, М. А. Дрейфельд, А. Д. Дашкевич, Ю. М. Непринцев, Г. А. Савинов, Н. Е. Тимков, В. В. Соколов, С. И. Осипов, М. Д. Натаревич, Е. Е. Моисеенко, А. А. Мыльников, Г. В. Павловский, Л. А. Острова, М. П. Железнов, Л. Н. Орехов, А. Г. Ерёмин, Е. П. Скуинь, Ю. С. Подляский, Т. В. Копнина, Н. П. Медовиков, В. К. Тетерин, Н. А. Мухо, А. Т. Пушнин, Е. П. Антипова, А. В. Можаев, Н. П. Штейнмиллер, А. Н. Семёнов, А. П. Коровяков, В. В. Пименов, М. Л. Рудницкая, Ю. Н. Тулин, Н. Н. Брандт, С. А. Ротницкий и многие другие. Отныне им предстояло стать передовым отрядом ленинградского искусства.
В 1950-е годы ЛССХ пополнился большим отрядом художников, начавших учёбу уже после войны, в том числе фронтовиков, для которых был разрешён приём без экзаменов. Среди них были Л. П. Байков, Н. Н. Баскаков, Д. В. Беляев, С. А. Бузулуков, В. А. Вальцефер, А. Б. Грушко, В. Ф. Загонек, А. Г. Еремин, Б. В. Корнеев, М. А. Козловская, Е. М. Костенко, А. Ф. Костина, Я. И. Крестовский, В. Б. Ларина, А. П. Левитин, П. П. Литвинский, О. Л. Ломакин, М. А. Канеев, Э. В. Козлов, М. К. Копытцева, Н. Н. Галахов, Э. Я. Выржиковский, Л. В. Кабачек, Е. Д. Мальцев, К. Г. Молтенинов, А. А. Ненартович, А. И. Пархоменко, Г. А. Песис, В. М. Петров-Маслаков, Н. М. Позднеев, И. А. Раздрогин, В. И. Рейхет, В. С. Саксон, В. И. Селезнев, В. Ф. Токарев, М. П. Труфанов, Б. С. Угаров, Л. А. Фокин, П. Т. Фомин, В. Ф. Чекалов и многие другие. Продолжая работать над сюжетно-режиссёрской стороной живописи, они стали активнее использовать специфические средства своего искусства, и прежде всего цвет и пластику. Ориентация на передвижников всё чаще дополнялась интересом к таким художникам, как К. Коровин, В. Серов, мастерам «Союза русских художников» с их широкой пленэрной живописью, с самоценной маэстрией этюда. Наиболее талантливые колористы, по мнению Л. Мочалова, «противились превращению живописи в иллюзорное „вещеделение“, поощряемое в те годы псевдопроблемой „законченности“. Они стремились вдохнуть в живопись жизнь уже на почве тематической картины, но посредством повышенно-эмоциональной передачи натуры».
В произведениях 1945—1949 годов, в том числе в дипломных работах выпускников Академии рождались первые настоящие успехи в художественном обобщении темы подвига народа в годы войны. Среди них «Памяти героев-балтийцев» (А. А. Мыльников, 1946), «Девушки Донбасса» (Т. К. Афонина, 1946), «Дорога жизни» (А. П. Кузнецов, 1946), «Ведут немцев» (П. И. Пуко, 1946), «Победители» (Ф, Э. Заборовский, 1947), «Раненный командир» (А. П. Коровяков, 1947), «Генерал Доватор» (Е. Е. Моисеенко, 1947), «Десант» (Е. И. Табакова, 1947), «Освобождённый Кишинёв» (С. И. Приведенцев, 1947) и другие. В 1947 году выпускник мастерской Бродского А. И. Лактионов завершает в Загорске картину «Письмо с фронта» (ГТГ, Сталинская премия I степени за 1948 год), вошедшую в историю нашего искусства как удивительно светлый образ такой желанной и близкой Победы. В 1951 году другой ученик Бродского Ю. М. Непринцев создаёт не менее известное произведение «Отдых после боя» (ГТГ, Сталинская премия I степени за 1952 год), в котором живописными средствами талантливо передана идея духовного единства народа в годы военных испытаний. Тема послевоенного восстановления отражена в картинах А. А. Мыльникова «На мирных полях» (1950, ГРМ, Сталинская премия III степени 1951 года), М. Д. Натаревича «Возрождение» (1950), И. А. Серебряного «Портрет композитора В. П. Соловьёва—Седого» (1950), «Ленинград — стройкам коммунизма. В гидротурбинном цехе завода им. И. В. Сталина» (1951) Н. Л. Веселовой, В. Ф. Загонек, А. Т. Пушнина, Е. Е. Рубина, Ю. Н. Тулин, «Здесь будет Куйбышевская ГЭС» (1951) Н. Н. Галахова, "Для великих строек. Заседание научно-технического совета завода «Электросила» (1951) Л. А. Ткаченко, «Обмен стахановским опытом» (1951) А. П. Левитина, «Колхозная весна» (1951) Б. С. Угарова. Художники жили одними интересами и проблемами с народом, стремились внести свой вклад в общие усилия, не быть в стороне. Об этом говорят дискуссии и обсуждения, проходившие в 1945-47 годах в ЛССХ в рамках т. н. «творческих пятниц». На них остро поднимались вопросы художественного уровня произведений, расценок на работы и обеспечения заказами, мастерскими, художественными материалами.
В договорных работах живописцев и скульпторов значительное место занимала историко-революционная тема: «В. И. Ленин среди делегатов III съезда Комсомола» (1949), «Мы пойдём другим путём» (1951) П. П. Белоусова, «И. Сталин у В. Ленина в Разливе» (1950) Я. С. Николаева, «Ходоки у В. И. Ленина» (1950) В. А. Серова, «И. Сталин и К. Ворошилов на царицынском фронте» (1950) Р. Р. Френца, «И. В. Сталин в ставке верховного главнокомандующего» (1949) В. В. Пименова, «И. В. Сталин в ссылке в Нарыме» (1949) В. К. Тетерина и другие. Факты свидетельствуют, что роль произведений этого жанра в изобразительном искусстве 1950-х не была доминирующей. Так, из 177 работ ленинградских живописцев, представленных на Всесоюзной художественной выставке, посвящённой 40-летию Великой Октябрьской социалистической революции (1957, Москва) 10 работ были посвящены ленинской теме (5,5 %). Для сравнения жанр натюрморта был представлен 8 картинами, пейзаж — 61 (34 %).
В числе наиболее значительных достижений ленинградских художников критика называла картины «Горновой» (1955) М. П. Труфанова, «Лена. 1912 год» (1957) Ю. Н. Тулина, «Костры походные» (1957) В. В. Соколова, «Университетская набережная» (1957) Г. А. Савинова, «Первая Конная армия» (1957) Е. Е. Моисеенко, «Тёплый день» (1957) А. П. Левитина, «Портрет председателя колхоза М. Долгова» (1959) Н. Л. Веселовой, «Утро» (1960) В. Ф. Загонека, «Освоение Севера» (1960) Б. В. Корнеева, «Они начинали Братскую ГЭС» (1960) Ю. С. Подлясского, «В ленинградской филармонии. 1942 год» (1959) и "Портрет Ф. Безуглова, плавильщика завода «Красный Выборжец» (1960) И. А. Серебряного, «Праздник в Вороново» (1960) Н. Л. Веселовой и Л. В. Кабачека и другие. В них талантливо воплощён собирательный образ современника эпохи «оттепели» с её представлениями о революции, о прошлом и настоящем, с грандиозным размахом строек, достижений отечественной науки и техники. Подробнее см. основную статью: Портретная живопись в изобразительном искусстве Ленинграда.
Убедительно заявили о себе мастера пейзажной живописи В. И. Овчинников, Н. Е. Тимков, С. И. Осипов, Г. П. Татарников, Д. И. Маевский, В. Ф. Загонек, Н. Н. Галахов, А. Г. Гуляев, В. А. Баженов и другие. В их творчестве популярны в эти годы панорамные пейзажи, традиционные для русской живописи. Подробнее см. основную статью: Пейзажная живопись в изобразительном искусстве Ленинграда. И хотя в первое послевоенное десятилетие многие художники продолжают развиваться в направлении, намеченном ещё на студенческой скамье, все заметнее стремление разнообразить приемы живописно-пластического воплощения образа. Расширился круг традиций, которые питали и будоражили авторов в их стилистическом самоопределении. Потеснив историческую картину, бурно развивается в эти годы портретная живопись, натюрморт, бытовая картина, восстановлен в правах этюд. В результате в этих жанрах смогли реализоваться такие талантливые живописцы как Е. П. Антипова, В. Ф. Токарев, Л. А. Русов, О. Л. Ломакин, М. П. Труфанов, Б. В. Корнеев, А. Н. Семёнов, В. К. Тетерин, Е. П. Скуинь, Г. В. Котьянц, М. К. Копытцева и другие. Их творчество стало заметным явлением в живописи 1960—1980 годов, существенно обогатив её в жанровом и стилистическом отношении.

М. К. Аникушин
Памятник А. С. Пушкину. 1957

В 1946—1952 годах изобразительное искусство Ленинграда испытало на себе последствия Постановления ЦК ВКП(б) о журналах «Звезда» и «Ленинград» и «ленинградского дела». Грубые попытки административного вмешательства и жестокие репрессии болезненно сказались на художественной интеллигенции. От руководства мастерской в ЛИЖСА был отстранён профессор А. А. Осмёркин, снят с должности и отправлен в ссылку, где вскоре умер, искусствовед Н. Н. Пунин. Всё, что было связано с героической обороной Ленинграда, оказалось под запретом. Музей обороны, наполненный произведениями художников, и, по существу, созданный ими, закрыли. Искусство, в том числе изобразительное, было подвергнуто бессмысленной регламентации. Так длилось до 1954 года, когда была вскрыта политическая интрига против Ленинграда и невинные жертвы реабилитированы.
К 1957 году численный состав ЛССХ втрое превысил довоенный. Ежегодные выставки произведений ленинградских художников, проходящие в залах ЛССХ и Русском музее, собирают до 600 участников. Среди крупнейших — «Отчётная выставка работ ленинградских художников» (1948, ЛССХ), «Отчётная выставка произведений живописи, скульптуры и графики за 1947—1948 годы» (1949, ЛССХ), «Выставка произведений ленинградских художников, посвящённая 40-летию Великой Октябрьской социалистической революции» (1957, ГРМ), осенние выставки 1956 и 1958 годов в ЛССХ, выставка «200 лет Академии художеств СССР» (1957, Академия художеств). Крупными событиями стали персональные выставки М. П. Бобышова (1952), В. М. Орешникова (1955), А. И. Савинова (1956), Н. Е. Тимкова, А. И. Русакова, М. Г. Платунова (все — 1957), Я. С. Николаева, П. П. Белоусова (обе — 1958). Весомо ленинградское искусство было представлено на крупнейших выставках в Москве, включая Всесоюзную Юбилейную выставку 1957 года, первую республиканскую выставку «Советская Россия» 1960 года, выставки «40 лет Советских Вооружённых сил» и «40 лет ВЛКСМ» 1958 года.
Ленинградские художники внесли весомый вклад в подготовку и работу первого Всесоюзного съезда советских художников в Москве в 1957 году, в учреждение в 1960 году Союза художников России. В том же году ЛССХ был преобразован в Ленинградское отделение Союза художников РСФСР (ЛОСХ РСФСР). В 1958 году в Ленинграде было образовано издательство «Художник РСФСР». Развернулось строительство стационарных мастерских и жилья для художников.
Большим успехом ленинградских скульпторов стали памятник А. С. Пушкину на площади искусств (1957, скульптор М. К. Аникушин) и пискарёвский мемориальный ансамбль (1960, скульпторы В. В. Исаева, Б. Е. Каплянский, А. Л. Малахин, М. А. Вайнман, Р. К. Таурит, М. М. Харламова, архитекторы Е. А. Левинсон, А. В. Васильев), памятник А. С. Грибоедову (1959, скульптор В. В. Лишев).
Ленинградскую школу художественного стекла 1950-х связывают с открытым в 1948 году ленинградским заводом художественного стекла, с художниками по стеклу ЛВХПУ имени В. И. Мухиной и новаторским творчеством Б. А. Смирнова.
Среди ведущих мастеров критика называет Ю. А. Мунтяна, М. С. Вертузаева, Л. О. Юрген, Л. Д. Смирнова, Э. М. Криммер, Е. В. Яновская, Х. М. Пыльд. В керамике выделяются работы В. Ольшевского, в ювелирном искусстве Ю. Паас-Александровой. Фундаментальным вкладом в отечественное декоративно-прикладное искусство стали фарфоровые сервизы и вазы А. В. Воробьёвского и И. И. Ризнича, столовые сервизы А. Щекотихиной-Потоцкой, работы А. А. Лепорской, М. Н. Моха, С. Е. Яковлевой, В. Л. Семёнова, В. М. Городецкого, А. Ефимовой. Популярность завоевали ткани фабрики имени В. Слуцкой.
В эти годы ленинградские искусствоведы обращаются к углублённому изучению отечественного художественного наследия. Появляются обстоятельные труды о крупнейших мастерах дореволюционного и советского искусства. Исключителен их вклад в восстановлении разрушенных памятников культуры, в реставрацию произведений искусства и архитектуры. В эти годы закладываются новые научные принципы формирования и экспонирования музейных коллекций, в которых значительное место отводится советскому искусству.

## 1960—1980-е годы
Основные творческие силы ленинградского изобразительного искусства были сосредоточены в ЛОСХ. К концу 1980-х годов его секции объединяли свыше 3000 профессиональных художников разных специальностей — живописцев, скульпторов, графиков, мастеров декоративно-прикладного искусства. В отдельные подсекции выделились художники-монументалисты, мастера художественной фотографии, художники-реставраторы. Большой коллектив художников объединял Комбинат живописно-оформительского искусства (КЖОИ) и другие производственные подразделения ленинградского отделения Художественного фонда РСФСР. Самодеятельные художники объединялись вокруг студий изобразительного искусства, которые существовали во всех районах города преимущественно на базе Домов и Дворцов культуры и клубов. Звенья этой системы находились во взаимодействии, обеспечивая не только широкое привлечение к изучению и занятиям изобразительным искусством, но и служили своеобразным профессиональным лифтом для наиболее одарённой в творческом отношении молодёжи.
С начала 1960-х заметно меняются условия жизни и труда художников. Расширяются закупки произведений, совершенствуется договорная система. С 1966 года в ЛОСХ вводится гарантированная оплата труда художников в размере средней оплаты труда в промышленности. Одновременно с этим вводится и ограничение размера заработной платы. В 1975—1989 не разрешалось получать зарплату более 250 рублей в месяц, тем кто имел «перевыполнение» зарплаты, новых заказов не давали. Ограничение было снято только с членов СХ. Нововведение охватило около 500 мастеров изобразительного искусства всех специальностей. В 1970-е открывается новый выставочный зал СХ РСФСР на Охте и центральный выставочный зал «Манеж». В 1961 году художникам был передан знаменитый Дом на Песочной набережной на 50 квартир и 100 мастерских для скульпторов, живописцев и графиков. Развернулось строительство квартир и стационарных мастерских на Васильевском острове, на Охте, в Пушкине и других районах. Расширяется Дом творчества художников в Старой Ладоге, ставший излюбленным местом работы ленинградских живописцев. Многие в эти годы работают на Академической даче, на творческих базах СХ РСФСР в Гурзуфе, на Байкале, на озере Селигер, в Горячем Ключе.

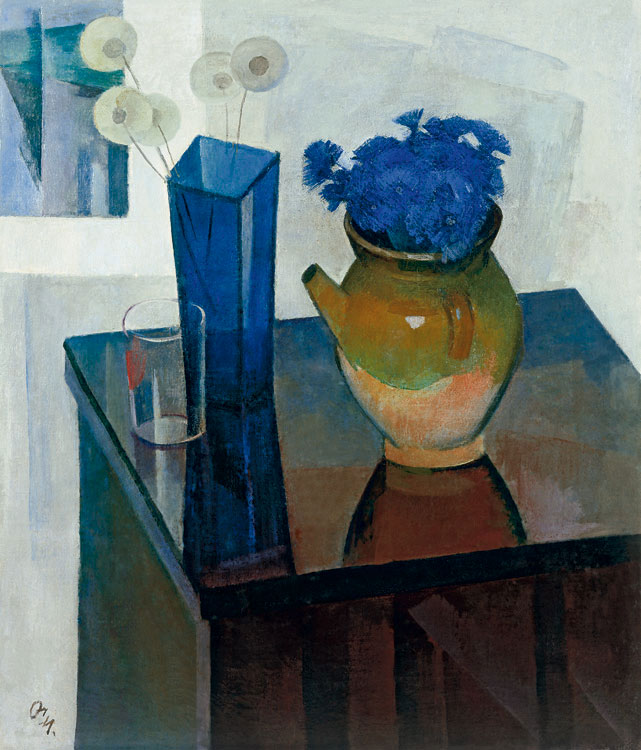
С. И. Осипов. Васильки. 1976

Сложилась система художественных выставок. Центральное место в ней заняли ленинградские зональные выставки, предшествовавшие республиканским выставкам «Советская Россия». Первая зональная выставка «Ленинград» прошла в 1964 году, став одним из крупнейших смотров достижений изобразительного искусства Ленинграда за всю историю. В дальнейшем зональные выставки проводились регулярно, к ним заключались договора на создание работ. С зональных и республиканских выставок производились основные закупки музеями, министерством культуры и Художественным фондом. Крупнейшими по числу участников и уровню произведений стали «Выставка произведений ленинградских художников 1961 года» (ГРМ), серия выставок «Наш современник» в ГРМ, включая зональную выставку 1975 года, «По родной стране» (1972, ГРМ), «Изобразительное искусство Ленинграда» (1976, Москва), «Искусство принадлежит народу» (1977, ЦВЗ «Манеж»), «Зональная выставка произведений ленинградских художников 1980 года» (ЦВЗ «Манеж»), юбилейная выставка к 50-летию образования ЛОСХ (1982, ЦВЗ «Манеж»), ретроспективная выставка «Освобождённый человек» (1987, ГРМ), выставка «Современное искусство Ленинграда» (1988, ЦВЗ «Манеж»), впервые объединившая в одной экспозиции художников ЛОСХ, преимущественно «левого» крыла, самодеятельных художников и представителей «неофициального искусства». Ежегодно проводились традиционные весенние и осенние выставки, с середины 1970-х — ветеранские выставки. Среди групповых выставок резонанс вызвали «Выставка 11-ти» (1972), «Выставка 9-ти» (1976), выставка С. И. Осипова, А. Н. Семёнова и К. А. Гущина (1977, ЛОСХ), выставка 26 московских и ленинградских художников (1990, ЦВЗ «Манеж»). Событиями художественной жизни стали персональные выставки П. Д. Бучкина (1961, ЛОСХ), А. Н. Самохвалова (1963, ЛОСХ), Н. Е. Тимкова (1964, 1975, ЛОСХ), В. А. Горба (1967, ЛОСХ), В. М. Орешникова (1974, Академия художеств), Л. В. Кабачека (1975, ЛОСХ), Э. В. Козлова (1976, ЛОСХ), А. С. Ведерникова (1977, ЛОСХ), Ю. М. Непринцева (1979, Академия художеств), В. Ф. Токарева (1980, ЛОСХ), Е. П. Скуинь (1980, ЛОСХ), Я. И. Крестовского (1981, ЛОСХ), Е. Е. Моисеенко(1982, ГРМ), М. Д. Натаревича (1982, ЛОСХ), С. Е. Захарова (1984, ЛОСХ), В. И. Тюленева (1985, ЛОСХ), Б. М. Лавренко (1986, Академия художеств), Я. С. Николаева (1986, ЛОСХ), О. Б. Богаевской (1987, ЛОСХ), П. П. Белоусова (1987, Академия художеств), Н. Н. Галахова (1988, ЛОСХ), В. И. Овчинникова (1988, ЛОСХ), А. М. Семёнова (1988, ЛОСХ), Б. С. Угарова (1988, ГРМ), В. Ф. Загонека (1990, Академия художеств), С. И. Осипова (1991, ЛОСХ), Г. А. Савинова (1991, ЛОСХ), С. А. Ротницкого (1991, ЛОСХ) и ряд других. Изобразительное искусство Ленинграда неизменно широко было представлено на республиканских и всесоюзных и зарубежных выставках советского искусства.
1960—1970-е годы стали для ленинградской живописи периодом подлинной зрелости. На эти годы приходится вершина творчества таких мастеров, как Е. Е. Моисеенко, В. Ф. Загонек, Б. В. Корнеев, Г. А. Савинов, Н. Е. Тимков, С. И. Осипов, Л. В. Кабачек, А. Н. Семёнов, В. И. Овчинников, А. И. Еремин, Н. М. Позднеев, М. А. Канеев, М. К. Копытцева, И. Г. Савенко и многих других. Произведения В. К. Тетерина, Я. И. Крестовского, Г. П. Егошина, Е. П. Антиповой, В. В. Голубева, В. И. Тюленева, Л. А. Ткаченко, В. В. Ватенина, З. П. Аршакуни отразили дух поиска и перемен в его ленинградском измерении. От строгого объективизма, основанного на живописном опыте русского реализма второй половины XIX века, художники обращались к поиску индивидуально-яркой формы в живописи, утверждая идею ценности внутреннего мира творческой личности. При этом лидеры так называемого «левого крыла» ЛОСХ оставались в русле традиционного русского понимания задачи искусства, которое держится осмысленности и нравственной цели замысла.
Среди наиболее известных работ этого периода картины «Ленинградка (В сорок первом)» (1961) Б. С. Угарова, «Утро» (1961), «Гроза прошла» (1961), «Цветёт черёмуха» (1964) В. Ф. Загонека, «Прощание» (1975), триптих «Испания» (1979) А. А. Мыльникова, «Красные пришли» (1961), «Матери, сёстры» (1967), «Черешня» (1969), «Победа» (1972) Е. Е. Моисеенко, «О завтрашнем дне» (1961), «Парней увозят поезда» (1965), «Думы» (1970) Л. В. Кабачека, «Материнские думы» (1969) А. Г. Ерёмина, «Чёрное золото» (1969) Э. В. Козлова, «День Победы» (1975), «Первый трактор» (1980) Г. А. Савинова, «Часовщики» (1968) Я. И. Крестовского, «Портрет Д. Шостаковича» (1964), «Святослав Рихтер» (1972) И. А. Серебряного, «Улица детства» (1972) В. И. Тюленева, «Счастлива» (1969) А. А. Яковлева, «Портрет Б. Б. Пиотровского» (1971) В. М. Орешникова, «Автопортрет» (1974) Л. Н. Кирилловой, «Русская зима. Иней» (1969) Н. Е. Тимкова, «Ленинградская симфония. Дирижирует Е. Мравинский» (1980) Л. А. Русова и другие.
Среди представителей неофициального ленинградского искусства критики выделяют художников «Арефьевского круга» Его лидерами были Александр Арефьев и поэт Роальд Мандельштам. Своими учителями они называли педагогов С. Д. Левина и Г. Н. Траугота. В группу входили Шолом Шварц, Владимир Пекшев (Шагин), Родион Гудзенко, Валентин Громов, Рихард Васми. Эта линия в живописи 1960—1980-х были тесно связана с искусством примитивом, с установкой на выразительные возможности цвета. В большинстве случаев художники работали не с натуры, а по воспоминанию, «сочиняя» свой пейзаж. В их творчестве заметное место занимали городские пейзажи, портреты, бытовой жанр, и, в отдельных случаях, религиозные сюжеты
Ряд художников был объединён учёбой у Н. П. Акимова, возглавлявшего в 1954—1968 годах постановочный факультет Ленинградского государственного института театра, музыки и кино. Под его руководством в эти годы работали живописцы М. А. Кулаков, Ю. И. Дышленко, Е. Г. Михнов-Войтенко (один из первых мастеров абстрактного искусства), Алек Рапопорт, И. Тюльпанов и О. Н. Целков, с 1960 г. развивающий в своём творчестве тему портрета.
Достижения ленинградской скульптуры 1960—1980 годов связаны с именами М. К. Аникушина, В. В. Исаевой, Л. К. Лазарева, Б. Е. Каплянского, М. А. Вайнмана, В. Г. Стамова, Л. М. Холиной, М. М. Харламовой, Н. С. Кочукова, И. А. Венковой, В. П. Астапова, В. Л. Рыбалко, Г. Д. Ястребенецкого и других. Среди наиболее известных работ — памятник А. М. Горькому (1968, скульптор В. В. Исаева, архитектор Е. А. Левинсон), памятник Д. Кваренги (1967, скульптор Л. К. Лазарев, архитектор М. Н. Мейсель), памятник В. И. Ленину на Московской площади (1970, скульптор М. К. Аникушин), мемориал «Героическим защитникам Ленинграда» на площади Победы (1975, скульптор М. К. Аникушин, архитекторы В. А. Каменский, С. Б. Сперанский), памятник Н. А. Некрасову (1971, скульптор М. Ю. Эйдлин, архитектор В. С. Васильковский), памятник Петру Первому в Петропавловской крепости (1991, скульптор М. М. Шемякин, архитекторы В. Б. Бухаев и А. В. Васильев), Памятник жертвам политических репрессий (1995, скульптор М. М. Шемякин).
Развивались все традиционные для ленинградской школы виды графического искусства: книжная графика, офорт, литография, линогравюра, рисунок, плакат. В книжной иллюстрации заслуженную известность получили работы Ю. А. Васнецова, Е. И. Чарушина, А. Ф. Пахомова, Г. Д. Епифанова, Б. М. Калаушина, О. А. Почтенного, К. В. Овчинникова, А. Г. и В. Г. Трауготов, В. М. Бескоровайного, В. И. Курдова. Искусство офорта обогатилось произведениями Ю. М. Непринцева, В. В. Петровой и Л. Г. Петрова, А. И. Харшака, А. С. Смирнова, В. И. Шистко, В. М. Звонцова. В литографии успешно работали В. Ветрогонский, В. А. Вальцефер, О. Н. Иванов, В. В. Смирнов.
И в ленинградском декоративно-прикладном искусстве 1960—1980 годов, по мнению Н. В. Тарановской, «формируются черты единой школы». В фарфоре, керамике, стекле утверждаются родственные представления о красоте форм, об идеалах пропорций. В эти годы значительными работами выделялись художники по фарфору В. М. Городецкий, Н. П. Славина, А. В. Воробьёвский, А. А. Лепорская, Э. И. Еропкина, керамисты В. С. Васильковский, Н. Г. Савинова, А. Е. Задорин, И. С. Олевская, М. А. Копылков, художники по стеклу Б. А. Смирнов, П. Думич, Л. Юрген, А. Остроумова, Х. М. Пыльд, Е. В. Яновская, С. П. Богданова, художники по тканям С. М. Бунцис, Н. А. Моисеева, И. М. Рахимова, Р. С. Крестовская, Т. П. Прозорова. Рядом с признанными лидерами ленинградской художественной промышленности — ЛФЗ имени М. В. Ломоносова, ленинградским заводом художественного стекла, фабрикой имени В. Слуцкой, ювелирным заводом «Русские самоцветы» — возникают новые производства, где реализуют свои амбициозные идеи представители молодого поколения мастеров декоративно-прикладного искусства Ленинграда.
В 1974—1975 годах в ДК имени И. Газа и ДК «Невский» прошли выставки, вошедшие в историю ленинградского андеграунда как первые разрешённые выставки неформальных художников, давшие ироничное название «Газаневщина» одному из явлений художественной жизни 1970—1980-х годов. Среди их участников были такие «знаковые» для ленинградского «неофициального» искусства фигуры как Е. Л. Рухин, В. А. Овчинников, Г. А. Устюгов, А. П. Белкин и другие. В 1982 году возникло «Товарищество экспериментального изобразительного искусства» (ТЭИИ) — неформальное объединение художников преимущественно «левого» направления. Первая выставка ТЭИИ прошла в 1982 году. Своей целью создатели ТЭИИ продекларировали «объединение художников для совершенствования своего творчества в атмосфере товарищества и взаимной поддержки, основываясь на демократических традициях». Просуществовало ТЭИИ до 1988 года.
Появление значительного числа неформальных творческих объединений ленинградских художников приходится на 1980-е годы, время прихода в искусство города авторов нового поколения: Я. А. Антонышев, Е. И. Ухналёв, В. Н. Филиппов (Старый город, 1981), Т. П. Новиков, Е. В. Козлов, Г. К. Гурьянов, С. А. Бугаев (Новые художники, 1982), В. И. Тихомиров, Д. В. Шагин, В. Н. Шинкарёв, А. О. Флоренский, О. А. Флоренская, В. Е. Яшке (Митьки, 1984), Е. Г. Юфит, В. Кустов (Некрореалисты, 1985), А. Л. Хлобыстин (НЧ/ВЧ, 1986), А. Б. Парыгин (Невский-25, 1987), С. В. Ковальский, Е. М. Орлов (Пушкинская-10, 1989) и др.

## Наследие
В 1992 году после распада СССР и переименования Ленинграда в Санкт-Петербург был образован Санкт-Петербургский Союз художников, ставший правопреемником ЛОСХ РСФСР. К этому времени государство прекратило выделять средства на закупки произведений изобразительного искусства. Прекратил существование Художественный фонд, его предприятия были ликвидированы или утеряны для Союза художников. Был потерян Дом творчества в Старой Ладоге. Прекратил существование Ленинградский завод художественного стекла. Возникла угроза распада Санкт-Петербургского союза художников и потери исторического здания Общества поощрения художеств.
В этот период мастера изобразительного искусства, используя поддержку общественности, сумели сохранить единый Санкт-Петербургский союз художников и Академию художеств как школу.
Современное изобразительного искусства Петербурга в своих разнообразных формах и проявлениях использует опыт и лучшие достижения ленинградских мастеров живописи, графики, монументального и декоративно-прикладного искусства. Их произведения представлены в экспозициях и фондах крупнейших художественных музеев России. Новые поколения встречают их на страницах книг, в домашнем интерьере, они украшают площади, улицы, общественные здания городов. Благодаря чему это искусство не только продолжает жить активной жизнью, но и побуждает современников обращаться к его опыту и переосмыслению. Это касается таких тем, как последствия образование в 1932 году единого ЛОССХ, социалистический реализм и борьба течений и направлений в изобразительном искусстве Ленинграда, понятие «ленинградская школа» и других. Так, касаясь образования в 1932 году единого ЛОССХ, В. А. Ушакова писала: «Мы не можем отрицать, что одним из главных критериев в оценке произведений искусства был профессионализм. Как ни парадоксально, но именно борьба за так называемую „идеологическую чистоту“ позволила русскому (советскому) искусству сохранить школу…. Именно политический выбор в пользу реализма позволил сохранить традиции подлинного российского реализма и великолепную художественную школу при всех отрицательных сторонах идеологического прессинга».
По мнению А. Дмитренко и Р. Бахтиярова, сегодня опыт мастеров изобразительного искусства Ленинграда «обретает особую ценность, являясь убедительным воплощением ключевой для отечественной культуры идеи служения гуманистическим идеалам. Потребность в таком понимании миссии искусства ощущается необычайно остро, когда в обществе происходит стремительное размывание не только эстетических критериев оценки художественных произведений, но и самих понятий добра и зла, прекрасного и отталкивающего. В этом противостоянии по-иному воспринимается значимость и роль ленинградской живописной школы. Сквозь «магический кристалл» пусть ещё небольшой временной дистанции она видится как удивительно целостное явление, счастливо сочетавшее глубоко личностное начало в творчестве художников с высоким мастерством и преданностью гуманистическим идеалам отечественного искусства».

## Галерея

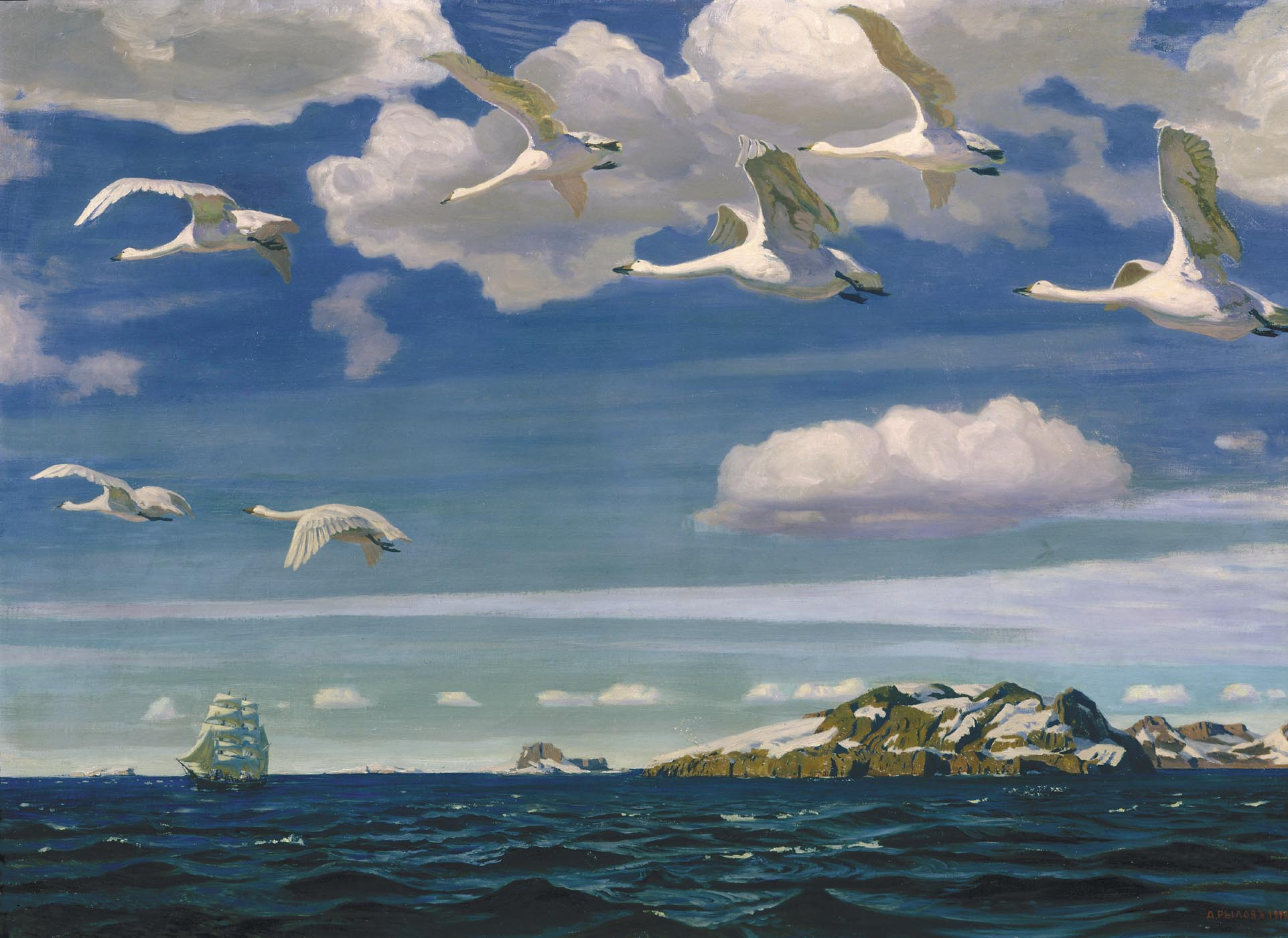
А. А. Рылов В голубом просторе. 1918.
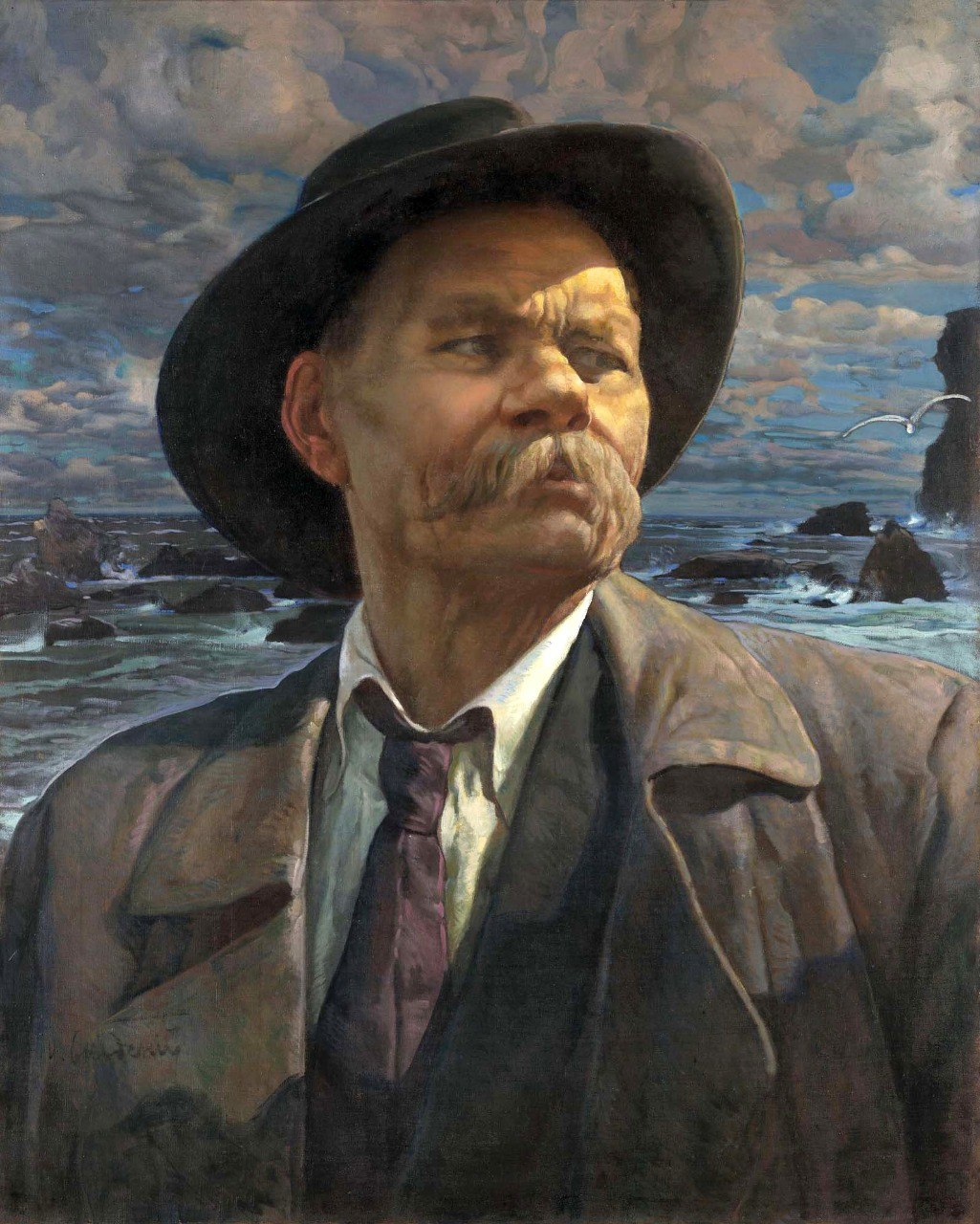
И. И. Бродский Максим Горький. 1937
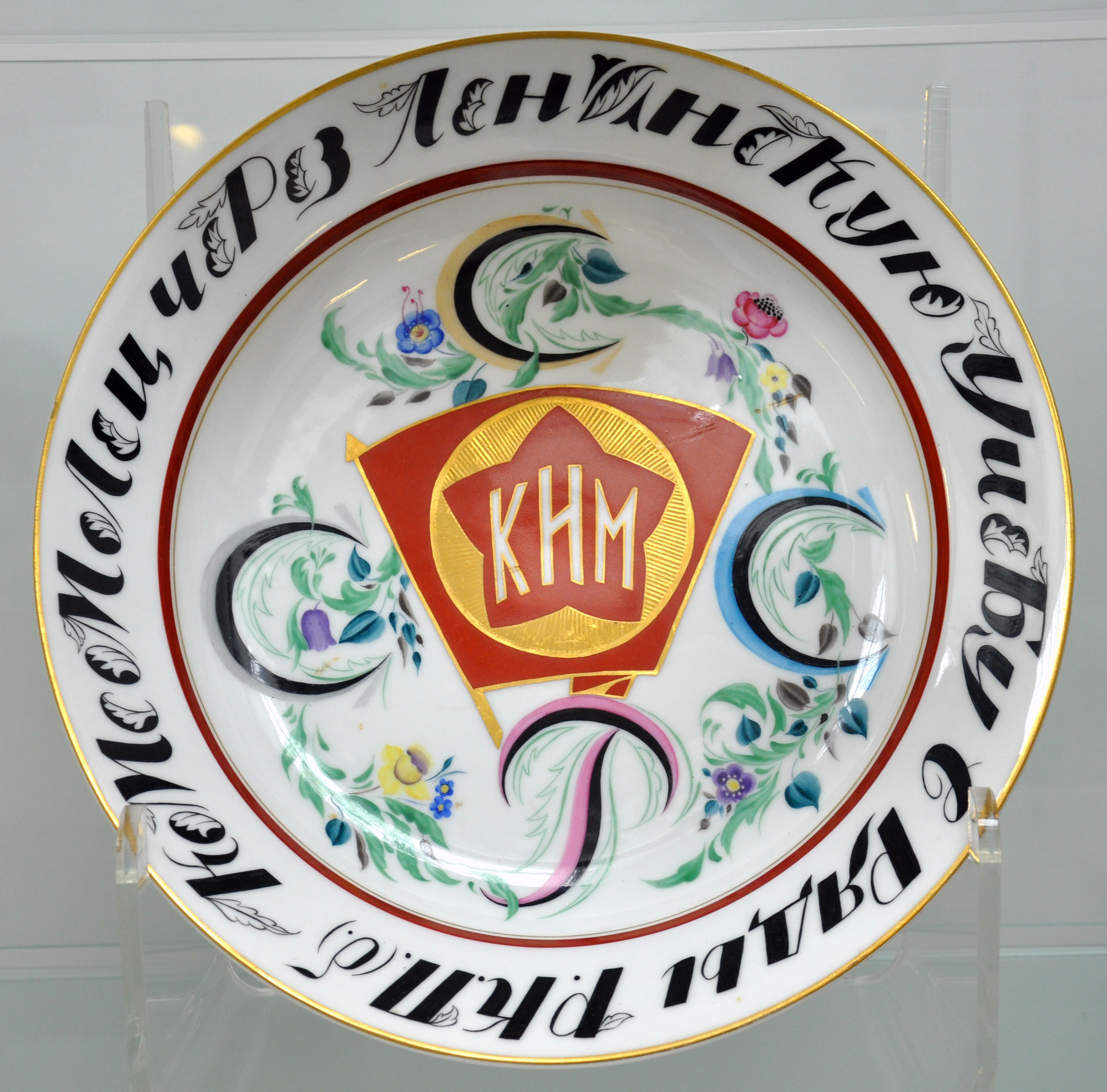
С. В. Чехонин Комсомолец, через ленинскую учёбу в ряды Р.К.П.(б.). Тарелка. ГФЗ. 1925
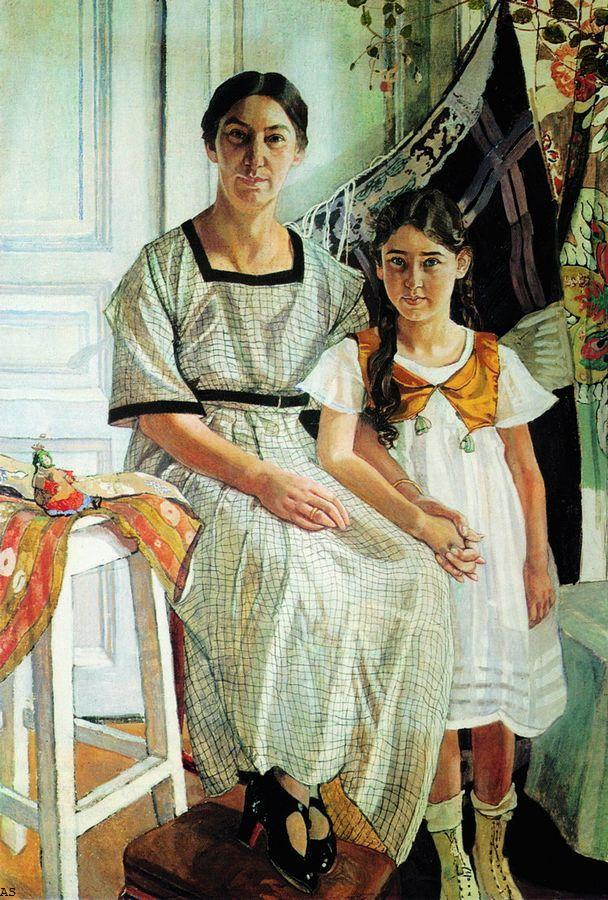
А. Я. Головин Портрет П. Я. Рыбаковой с дочерью. 1923
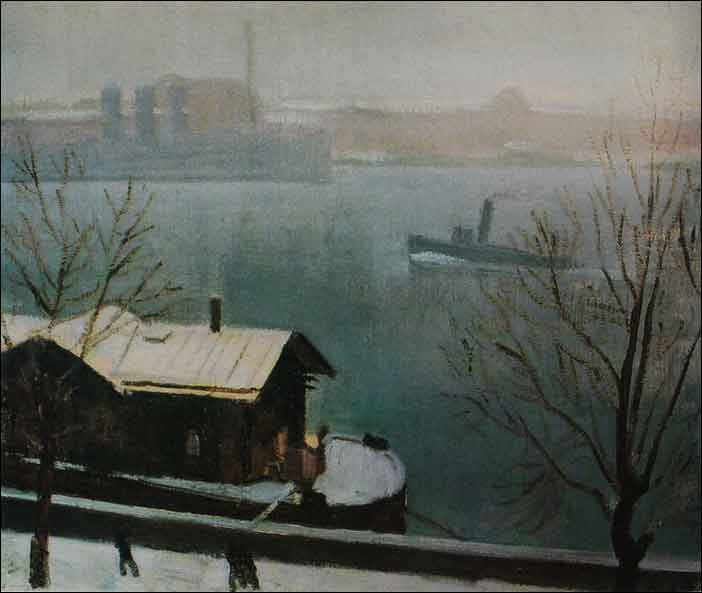
Н. Ф. Лапшин Нева. Первый снег. 1934
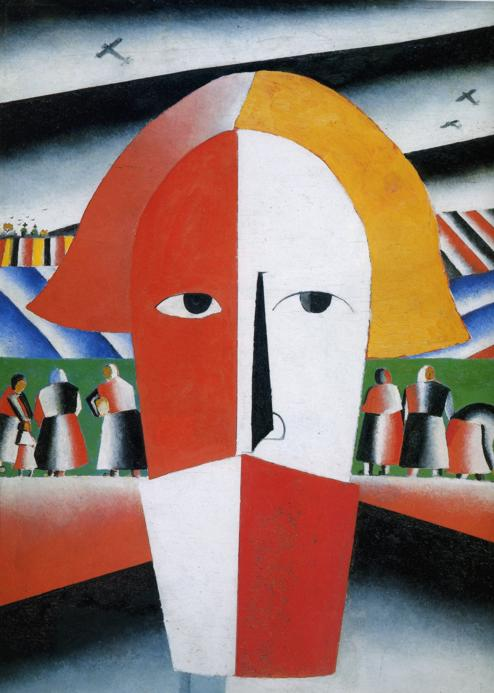
К. Малевич Голова крестьянина. 1930
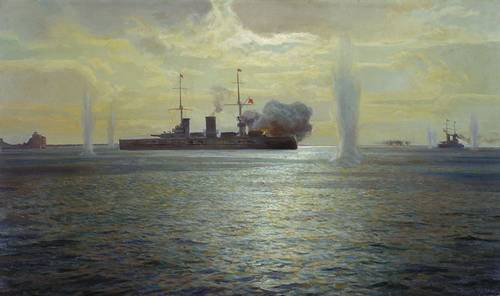
Н. Е. Бубликов Линейные корабли «Андрей Первозванный» и «Петропавловск» ведут огонь по мятежному форту «Красная Горка». 1919 год. 1932
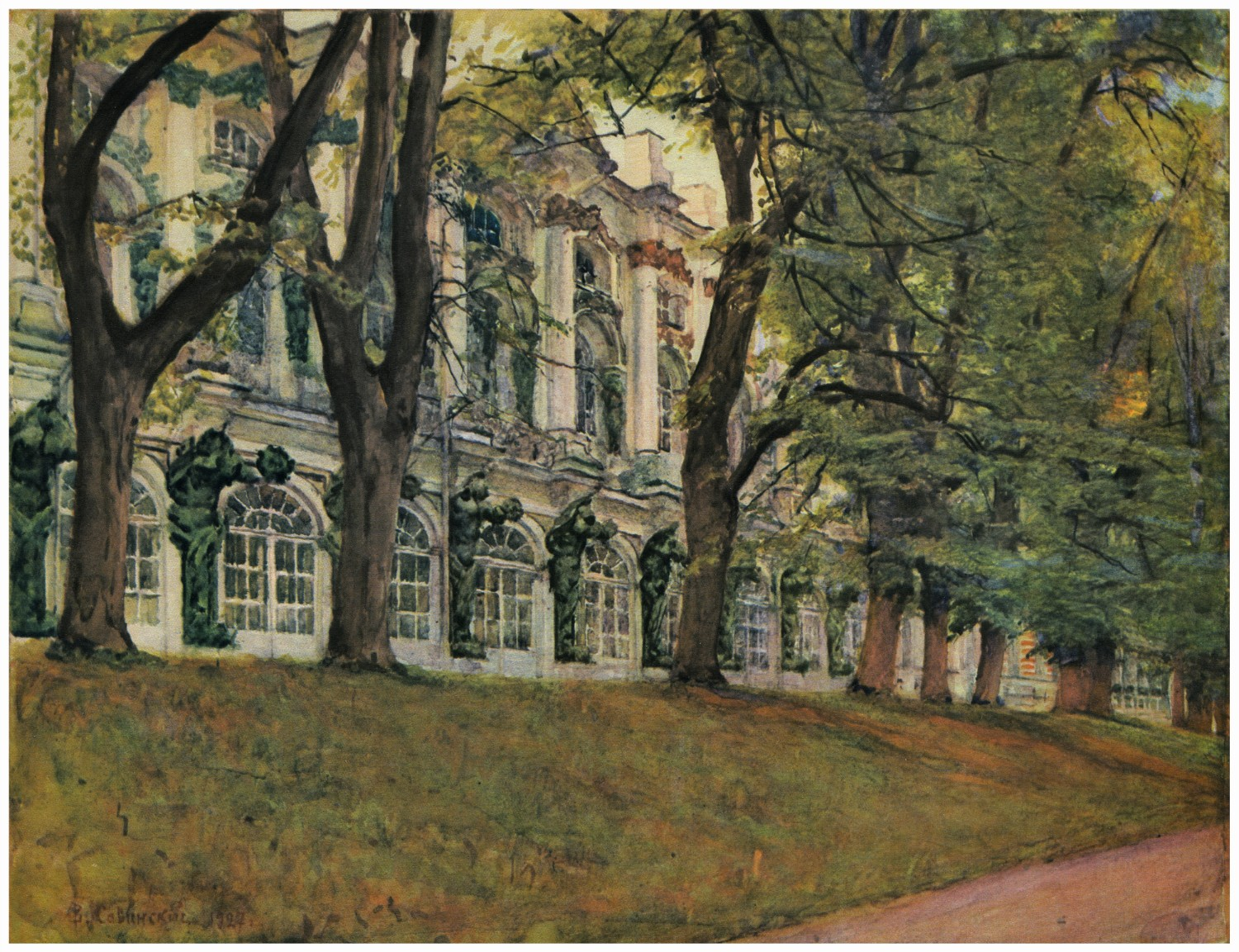
В. Е. Савинский Екатерининский дворец. 1927
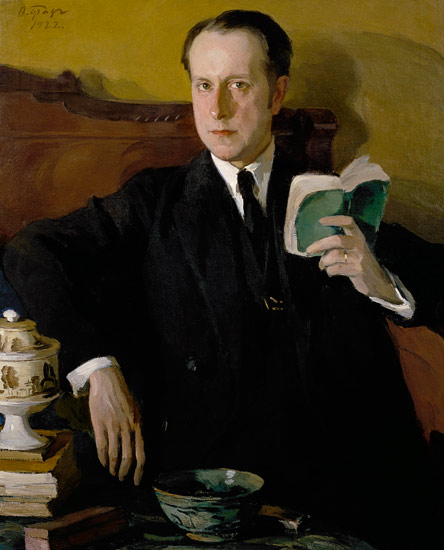
О. Э. Браз Портрет М. Добужинского. 1922
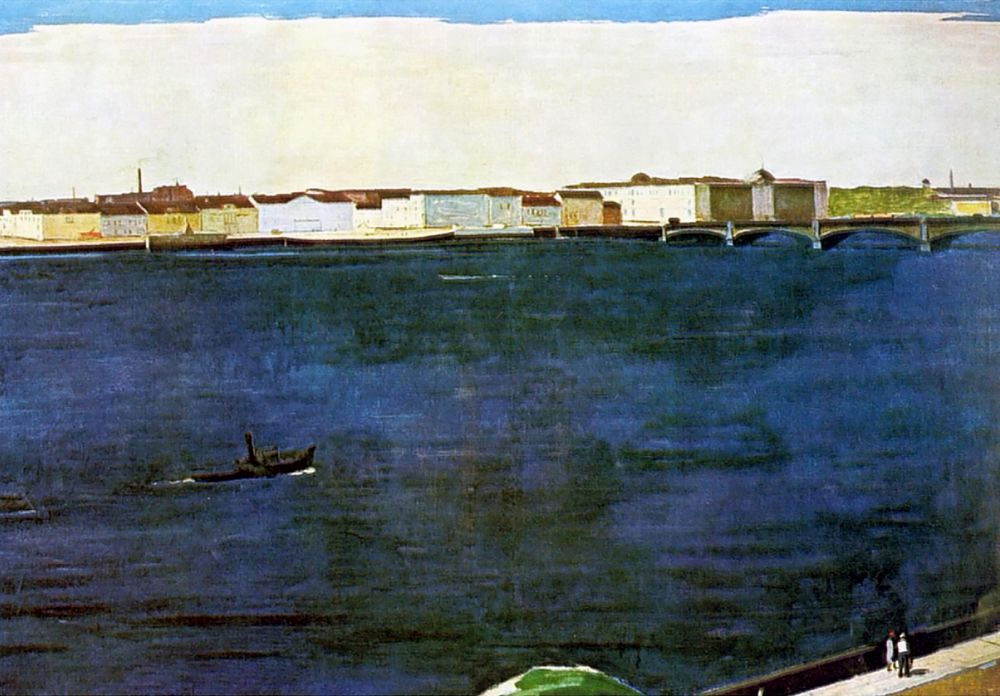
А. Е. Карев Нева. 1934
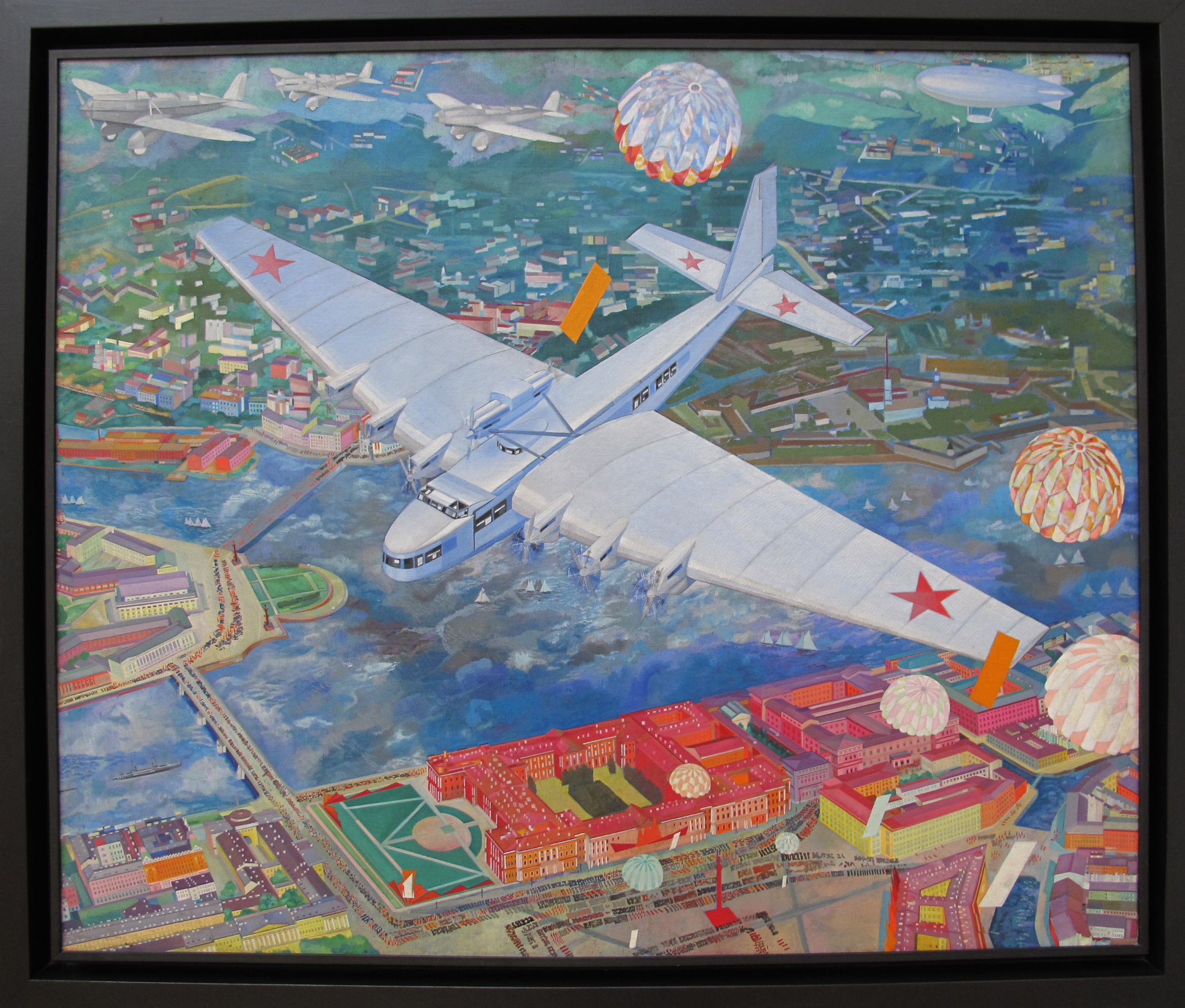
В. В. Купцов Самолёт Максим Горький АНТ-20. 1934
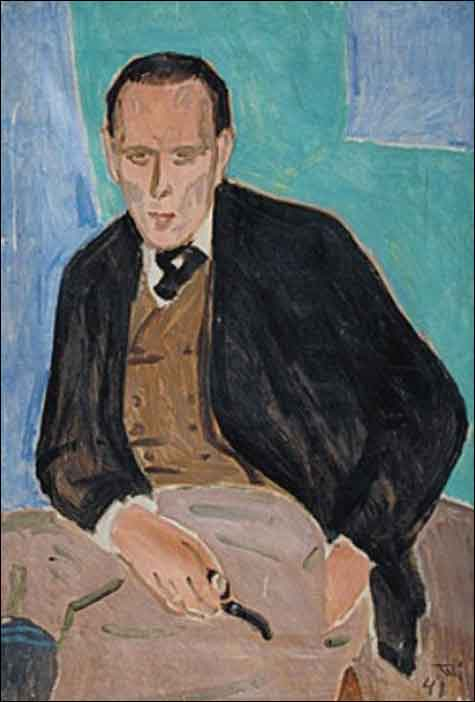
В. А. Гринберг Портрет Даниила Хармса. 1941